# Cucumariidae
Famille
Les Cucumariidae sont une famille d'holothuries (concombre de mer) de l'ordre des Dendrochirotida.

## Description et caractéristiques

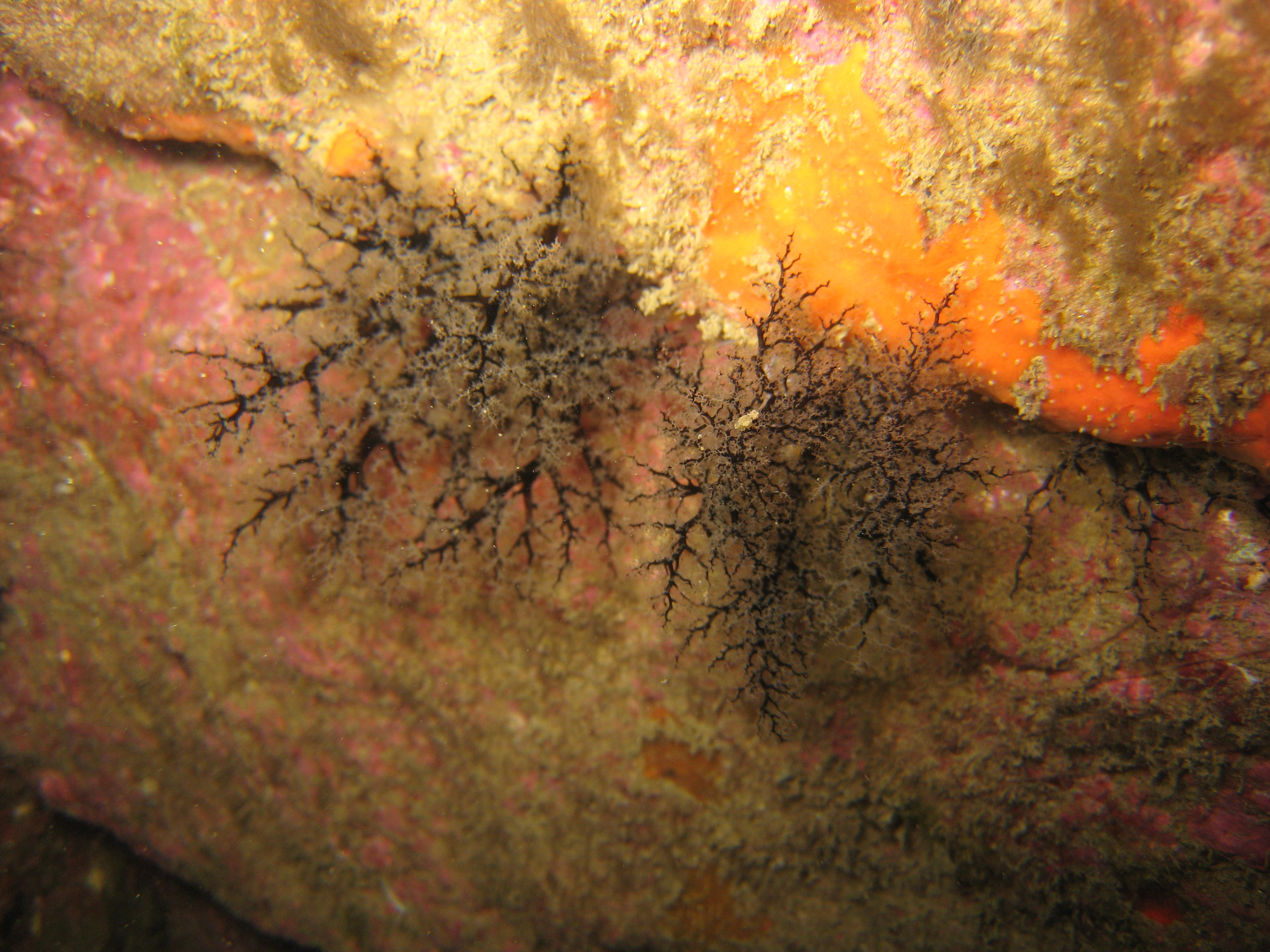
Aslia lefevrii

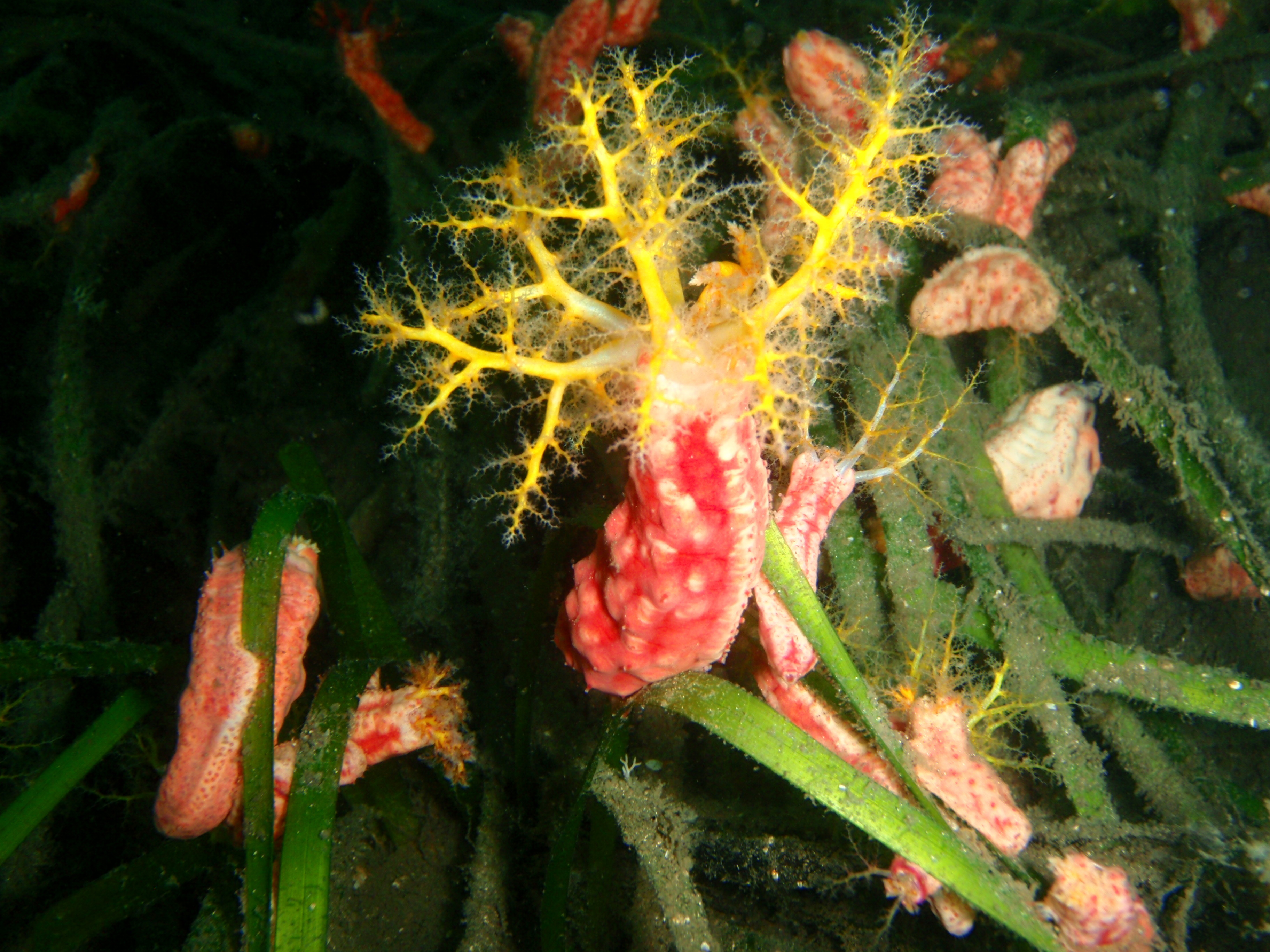
Cercodemas anceps

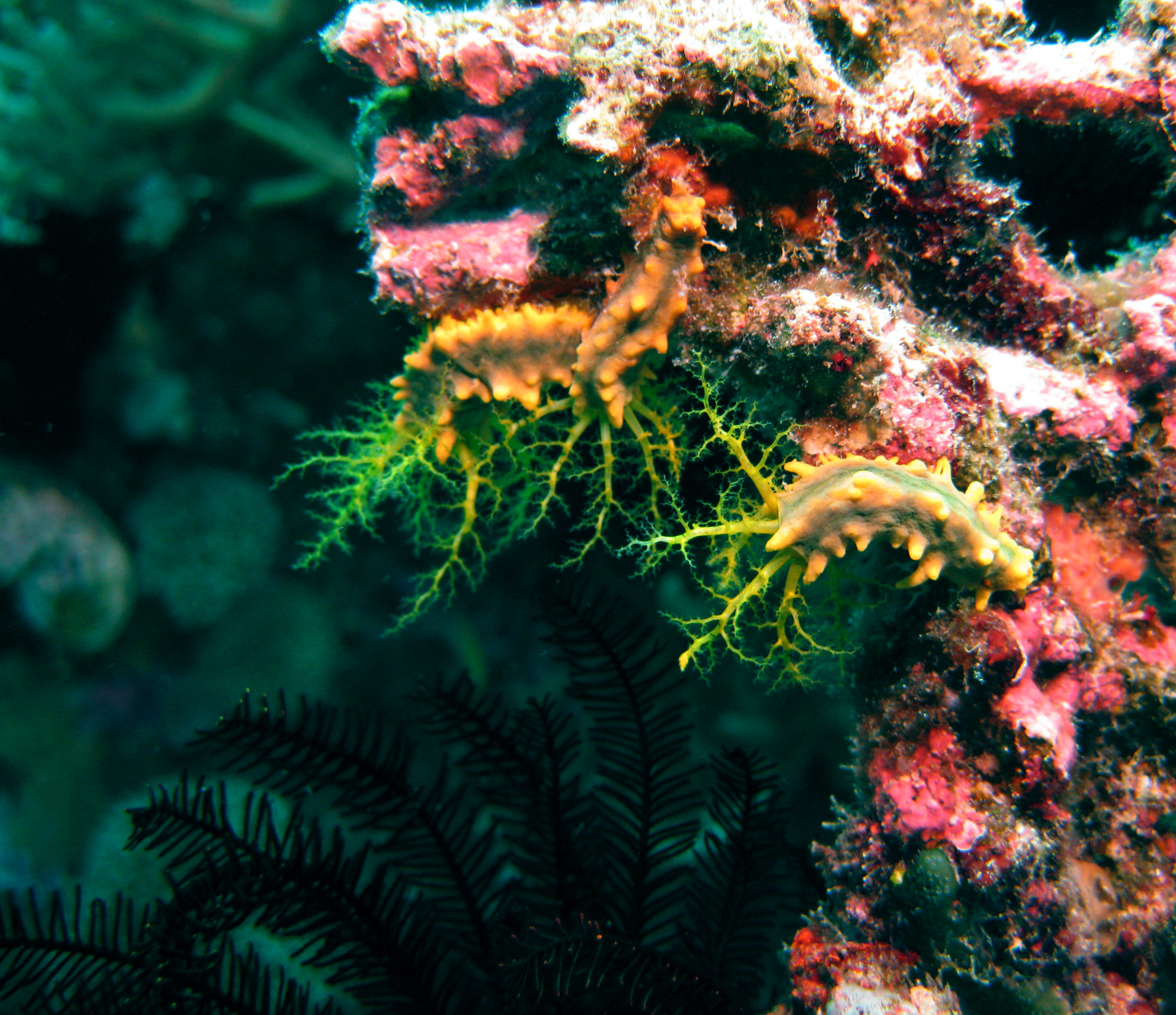
Colochirus quadrangularis

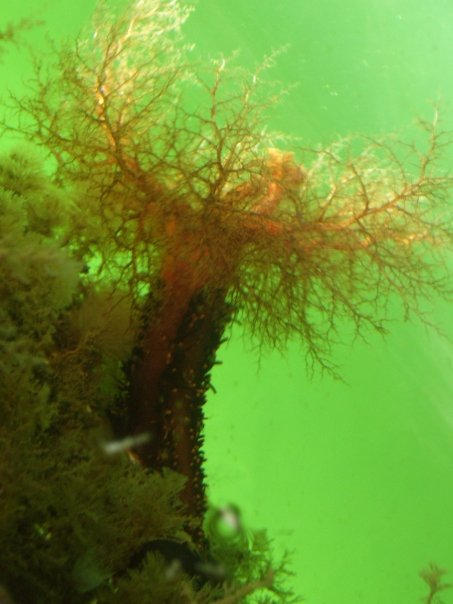
Cucumaria miniata

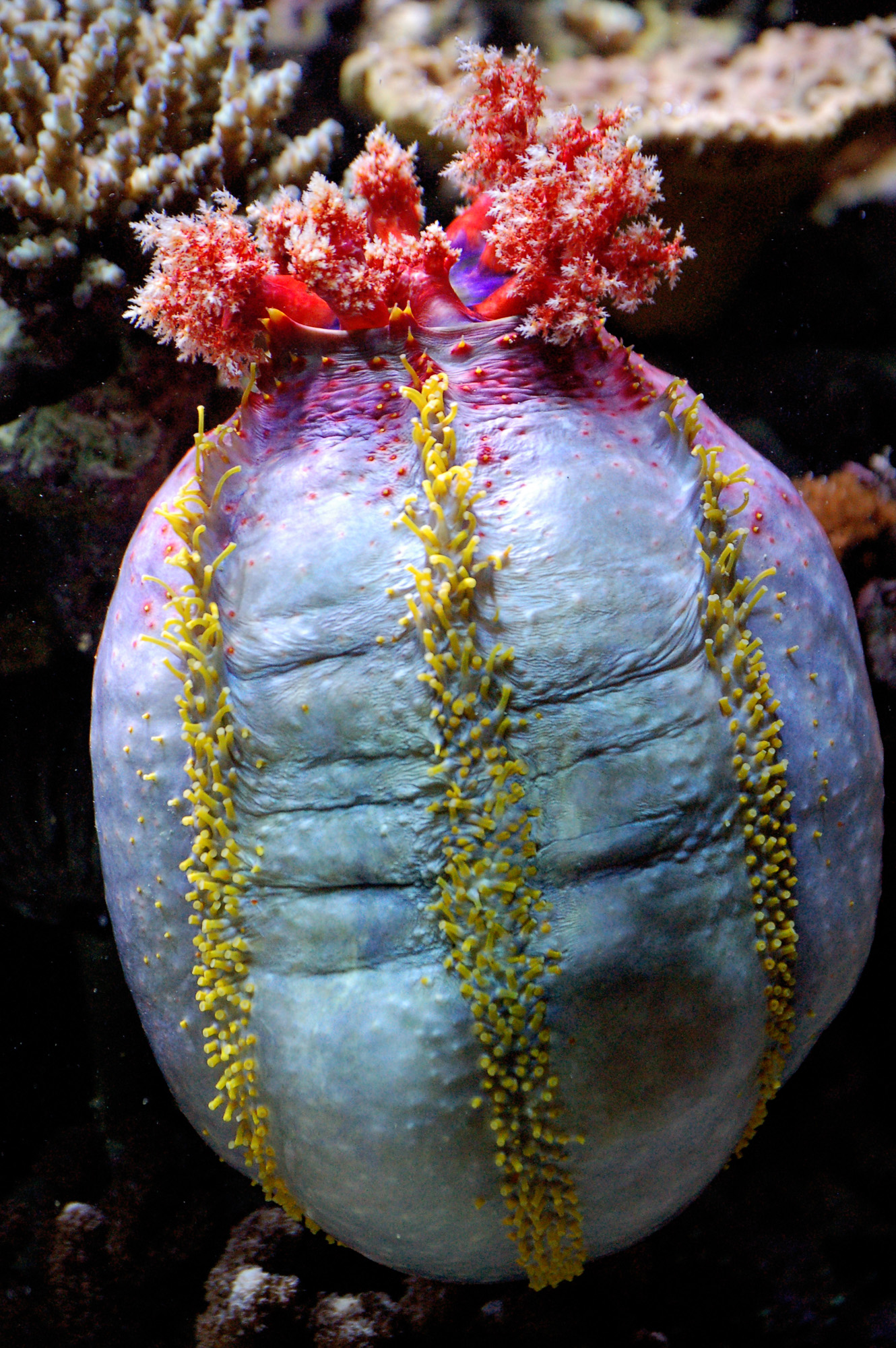
Pseudocolochirus violaceus

Ce sont des holothuries généralement peu mobiles, qui peuvent passer la journée (ou la marée basse) cachées dans des trous ou des amas dont elles n'émergent que la nuit pour se nourrir, ne laissant parfois dépasser que leurs tentacules buccaux. Accrochées au substrat ou à d'autres organismes par leurs puissants podia, elles élancent alors leurs grands bras ramifiés en fractales dans le courant, pour y filtrer l'eau afin d'en amener les particules nutritives à la bouche. Ces tentacules peuvent être rétractés en un éclair à la moindre menace. Le lent mouvement de va-et-vient des bras vers la bouche a donné à de nombreuses espèces le nom vernaculaire de « lèche-doigts ».
Leur forme est relativement ramassée, souvent arquée, et parfois même limitée à une simple boule (notamment chez les genres Pseudocolochirus et Paracucumaria, appelés pour cette raison « pomme de mer »), mais le plus souvent allongées et anguleuses. Leur section est généralement arrondie ou sub-quadrangulaire, mais jamais aplatie, et le trivium n'est jamais modifié en fine semelle (à la différence des Psolidae). De même, le corps n'est jamais protégé par des plaques dures (contrairement, là encore, aux Psolidae). Les podia peuvent former cinq lignes longitudinales très délimitées le long des radius, ou couvrir tout le corps, selon les genres. L'anneau calcaire est simple, sans prolongements postérieurs. 
Cette famille très riche (65 genres et plus de 300 espèces) se distingue entre autres par ses 10 tentacules, contrairement aux Phyllophoridae, qui en ont entre 15 et 30. Panning (1949) avait divisé cette famille en 5 sous-familles, ajoutant notamment les Colochirinae, Phyllophorinae et Thyoninae, mais ces deux dernières sont désormais des familles distinctes.

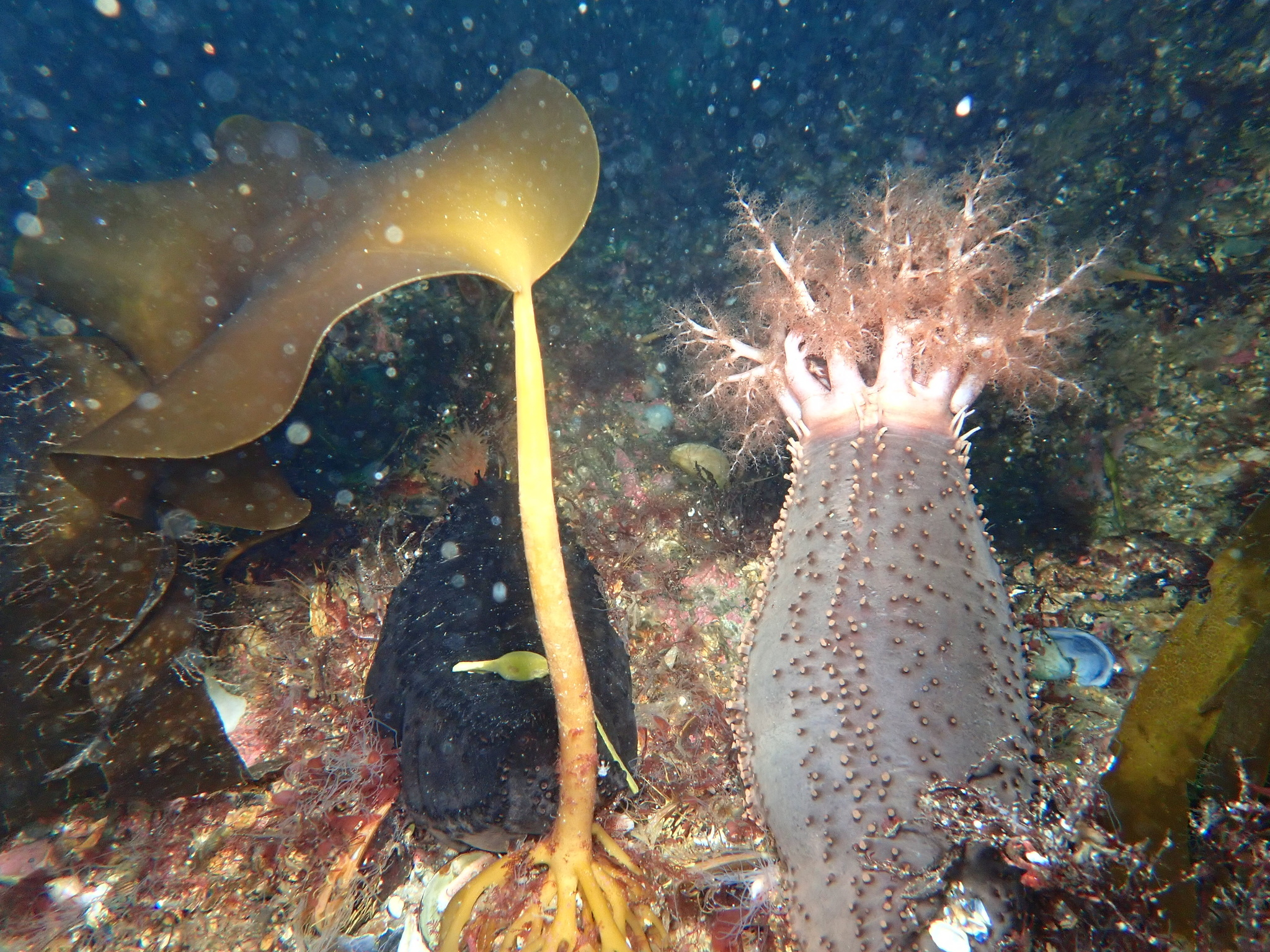
Cucumaria frondosa dans son habitat.
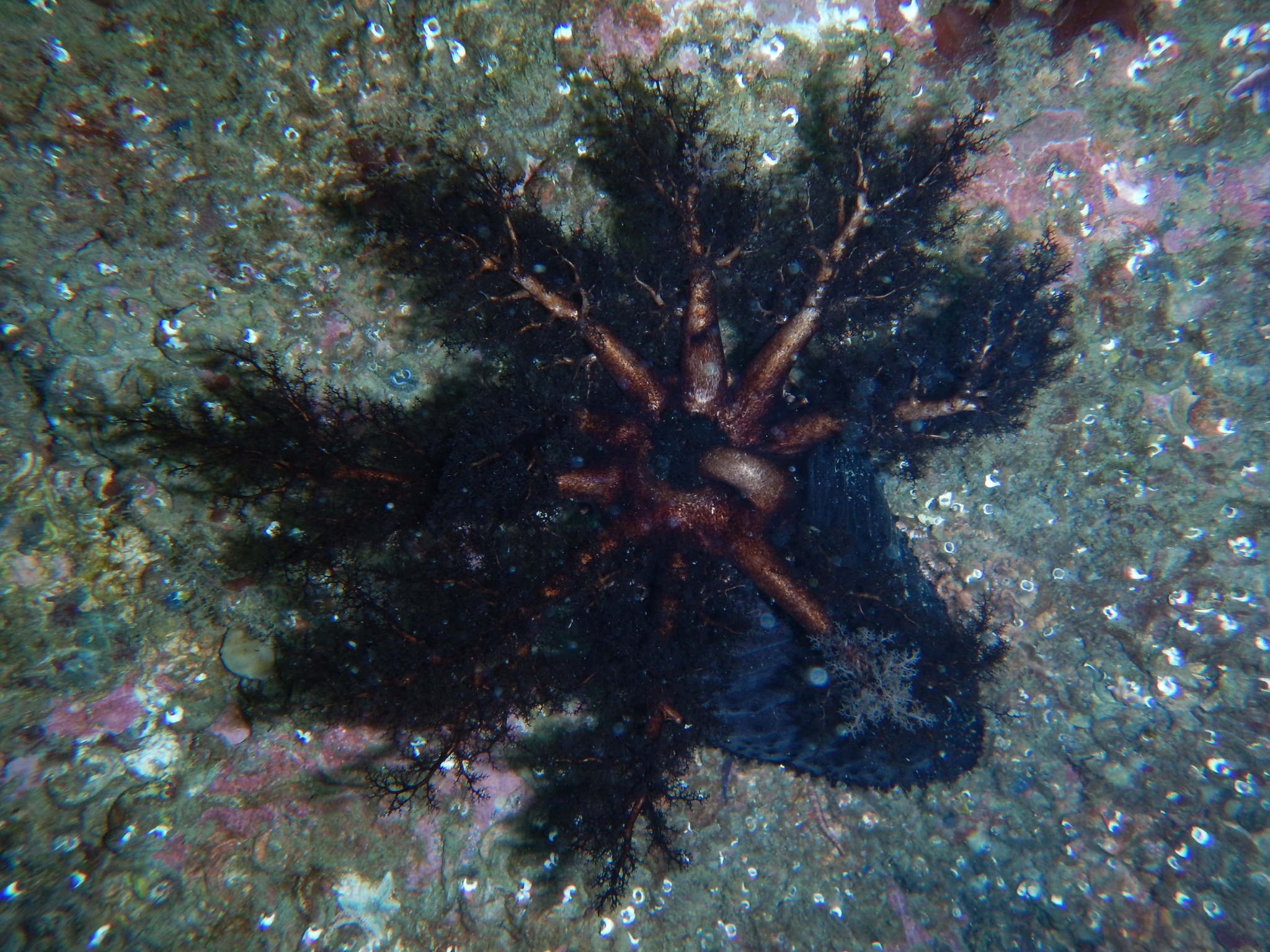
Vue apicale d'une C. frondosa, avec les tentacules buccaux.
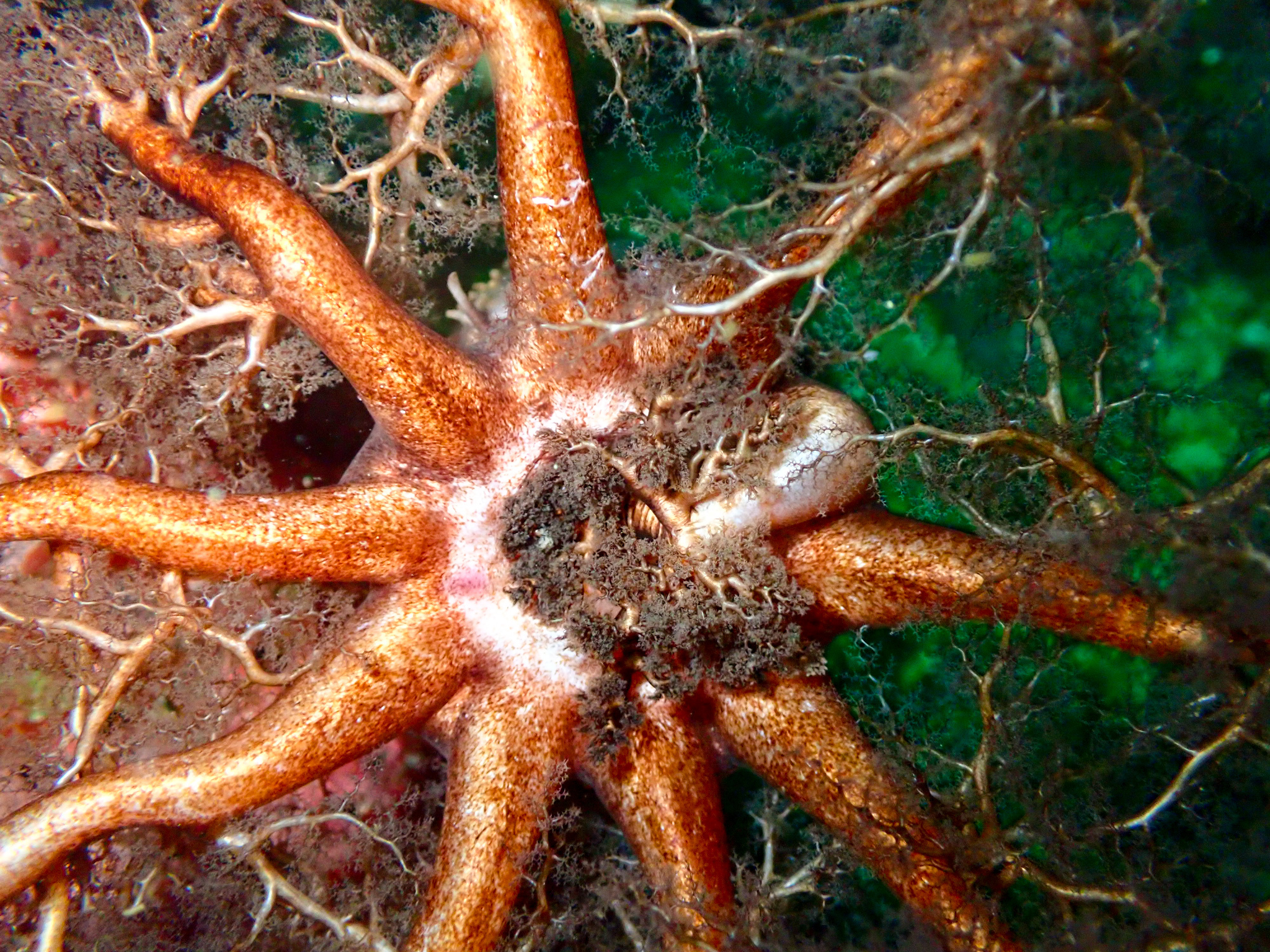
idem, gros-plan.
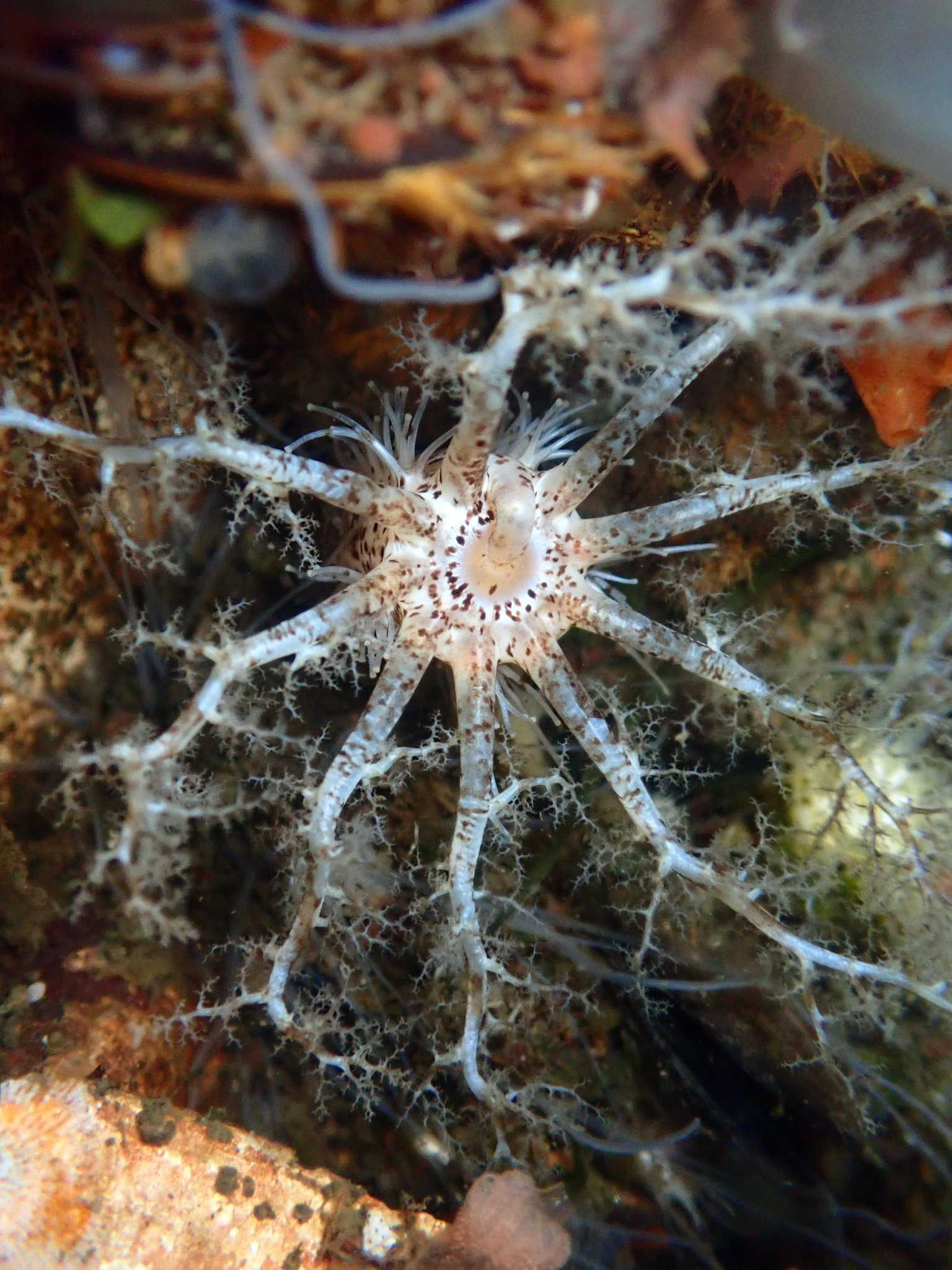
Tentacules d'une Cucumaria piperata

## Liste des genres
| Selon World Register of Marine Species (28 février 2015) : ___ - Abyssocucumis Heding, 1942 -- 2 espèces - Actinocucumis Ludwig, 1875 -- 4 espèces - Amphicyclus Bell, 1884 -- 3 espèces - Anaperus Troschel, 1846 -- 1 espèce - Apseudocnus Levin, 2006 -- 1 espèce - Apsolidium O'Loughlin & O'Hara, 1992 -- 4 espèces - Aslia Rowe, 1970 -- 6 espèces - Athyonidium Deichmann, 1941 -- 1 espèce - Australocnus O'Loughlin & Alcock, 2000 -- 2 espèces - Benthophyllophorus Deichmann, 1954 -- 1 espèce - Calcamariina O'Loughlin, 2015 -- 2 espèces - Cercodemas Selenka, 1867 -- 1 espèce - Cherbocnus Thandar in Thandar & Mjobo 2014 -- 2 espèces - Cladodactyla Brandt, 1835 -- 5 espèces - Colochirus Troschel, 1846 -- 6 espèces - Cucamba O'Loughlin, 2009 -- 1 espèce - Cucumaria de Blainville, 1830 -- 48 espèces - Cucusquama O'Loughlin, 2016 -- 1 espèce - Cucumella Heding in Ludwig & Heding, 1935 -- 4 espèces - Cucuvitrum O'Loughlin & O'Hara, 1992 -- 1 espèce - Echinopsolus Gutt, 1990 -- 10 espèces - Ekmania Hansen & McKenzie, 1991 -- 3 espèces - Euthyonacta Deichmann, 1954 -- 1 espèce - Hemiocnus Mjobo & Thandar, 2016 -- 4 espèces - Hemioedema Hérouard, 1929 -- 5 espèces - Heterocucumis Panning, 1949 -- 3 espèces - Lanceophora Thandar, Zettler & Arumugam, 2010 -- 1 espèce - Leptopentacta Clark, 1938 -- 11 espèces - Loisettea Rowe & Pawson, 1985 -- 2 espèces - Mensamaria Clark, 1946 -- 1 espèce - Neoamphicyclus Hickman, 1962 -- 4 espèces - Neocucumella Pawson, 1962 -- 3 espèces - Neocucumis Deichmann, 1944 -- 10 espèces - Ocnus Forbes & Goodsir in Forbes, 1841 -- 24 espèces - Orbithyone Clark, 1938 -- 1 espèce - Panningia Cherbonnier, 1958 -- 7 espèces - Paracolochirus Pawson, Pawson & King, 2010 -- 1 espèce - Paracucumaria Panning, 1949 -- 6 espèces - Paraleptopentacta Mezali, Thandar & Khodja, 2020 -- 4 espèces - Parathyonacta Caso, 1984 -- 1 espèce - Parathyone Deichmann, 1957 -- 2 espèces - Parathyonidium Heding in Heding & Panning, 1954 -- 1 espèce - Pattalus Selenka, 1868 -- 1 espèce - Pawsonellus Thandar, 1986 -- 1 espèce - Pawsonia Rowe, 1970 -- 1 espèce - Pentacta Goldfuss, 1820 -- 9 espèces - Pentactella Verrill, 1876 -- 10 espèces - Pentocnus O'Loughlin & O'Hara, 1992 -- 1 espèce - Plesiocolochirus Cherbonnier, 1946 -- 9 espèces - Pseudoaslia Thandar, 1991 -- 1 espèce - Pseudocnella Thandar, 1987 -- 4 espèces - Pseudocnus Panning, 1949 -- 21 espèces - Pseudocolochirus Pearson, 1910 -- 2 espèces - Pseudopsolus Ludwig, 1898 -- 2 espèces - Pseudrotasfer Bohn, 2007 -- 1 espèce - Psolicrux O'Loughlin, 2002 -- 2 espèces - Psolicucumis Heding, 1934 -- 1 espèce - Psolidiella Mortensen, 1925 -- 4 espèces - Psolidocnus O'Loughlin & Alcock, 2000 -- 3 espèces - Roweia Thandar, 1985 -- 1 espèce - Squamocnus O'Loughlin & O'Hara, 1992 -- 4 espèces - Staurocucumis Ekman, 1927 -- 5 espèces - Staurothyone Clark, 1938 -- 3 espèces - Stereoderma Ayres, 1851 -- 7 espèces - Thyonella Verrill, 1872 -- 4 espèces - Thyonidium Düben & Koren, 1846 -- 13 espèces - Trachasina Thandar & Moodley, 2003 -- 1 espèce - Trachycucumis Thandar & Moodley, 2003 -- 1 espèce - Trachythyone Studer, 1876 -- 11 espèces | Selon ITIS (2 décembre 2013) : - genre Abyssocucumis - genre Afrocucumis - genre Cucumaria Blainville, 1830 - genre Duasmodactyla - genre Echinocucumis - genre Euthyonacta - genre Neothyone - genre Ocnus - genre Pentacta - genre Pseudocnus - genre Pseudocolochirus - genre Pseudothyone Panning, 1949 - genre Sclerodactyla - genre Sphaerothuria - genre Stereoderma - genre Thyone Oken, 1815 - genre Thyonella Verrill, 1872 - genre Thyonidium Duben et Koren, 1844 |

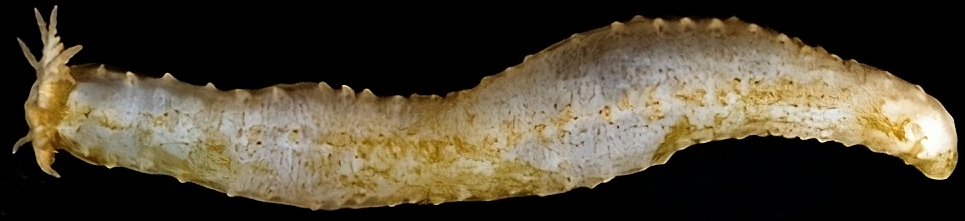
Abyssocucumis albatrossi
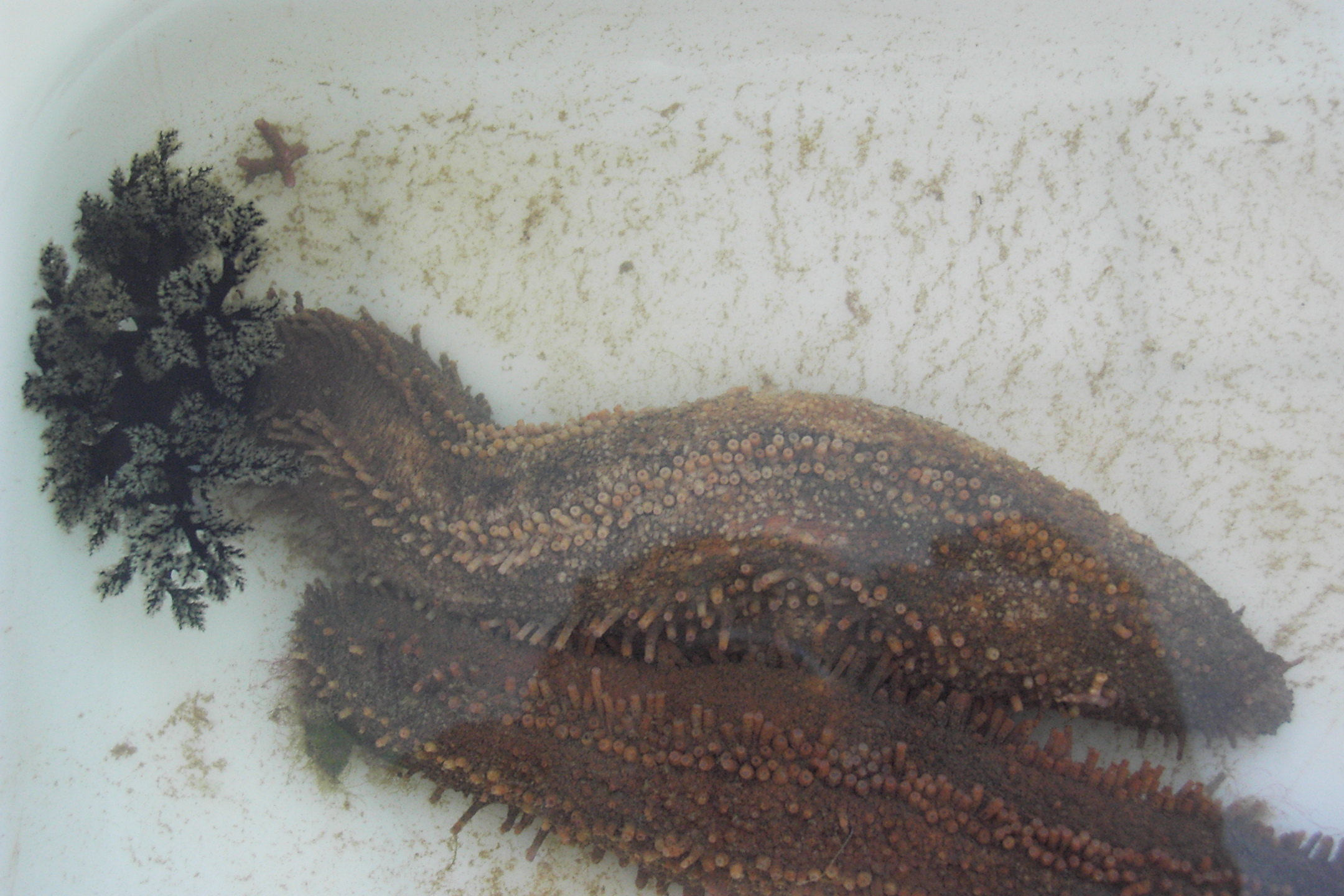
Aslia lefevrii
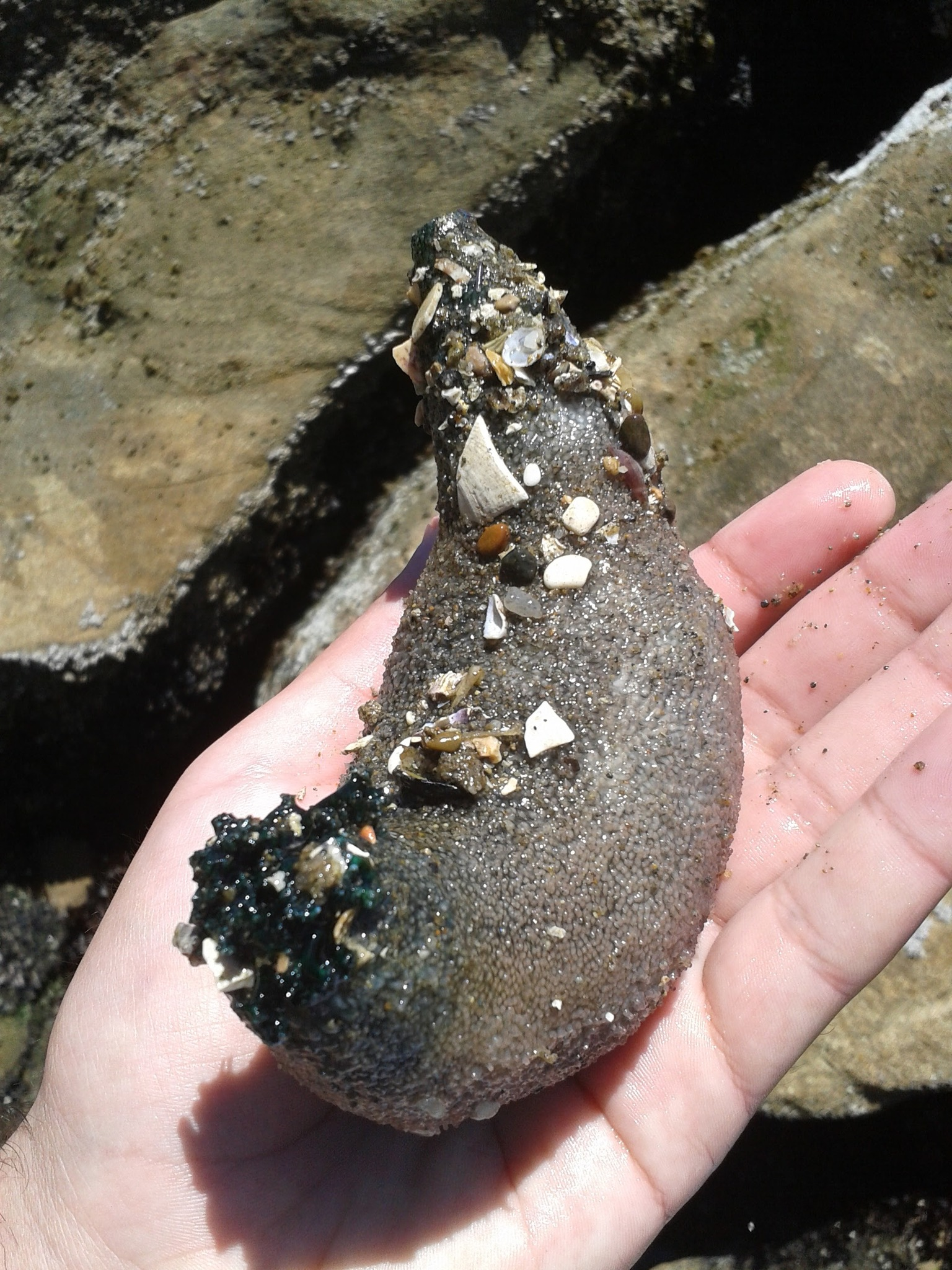
Athyonidium chilensis
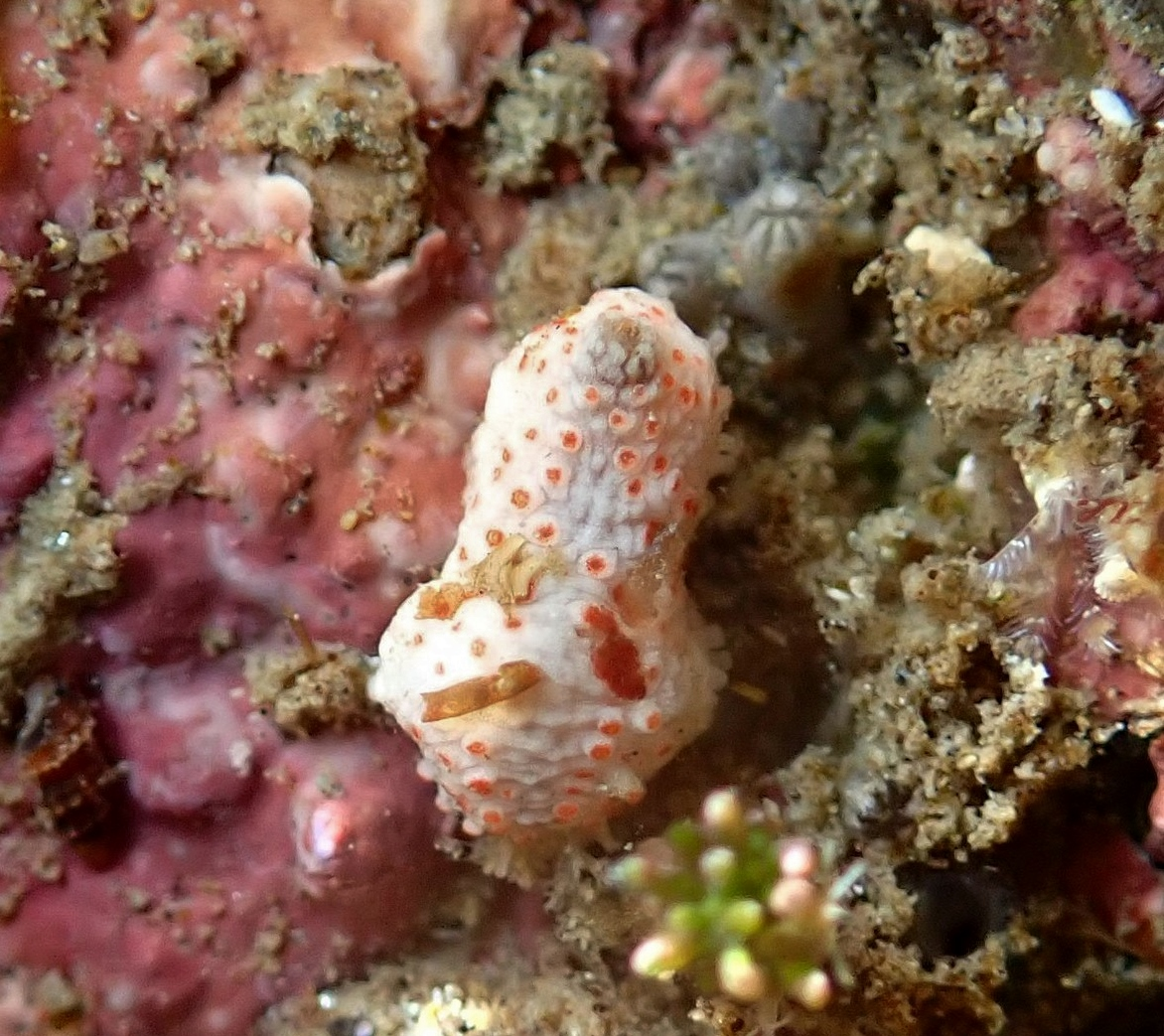
Australocnus calcareus
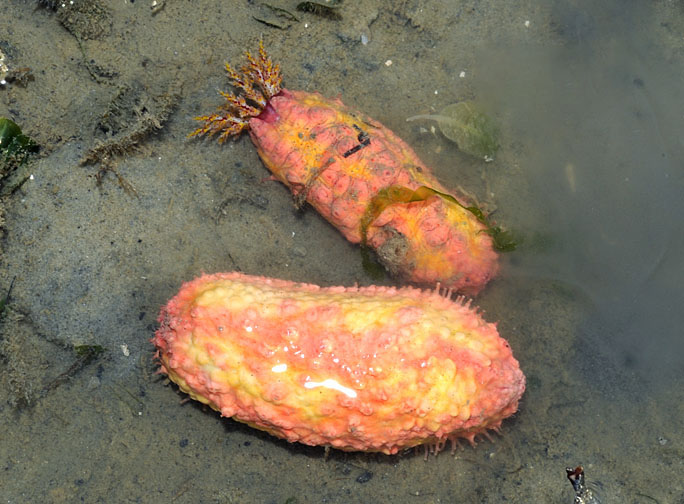
Cercodemas anceps
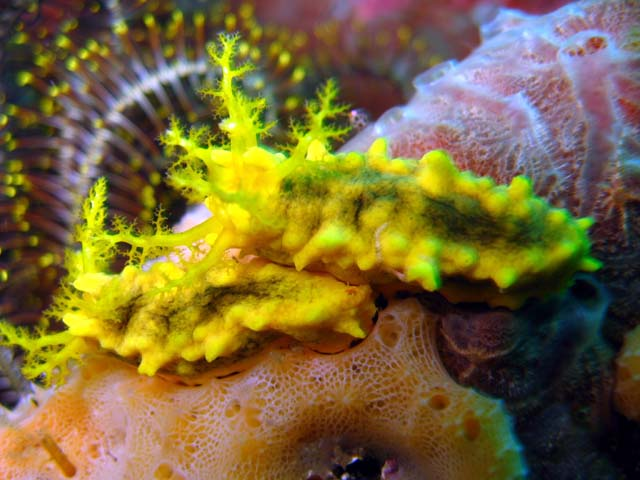
Colochirus robustus
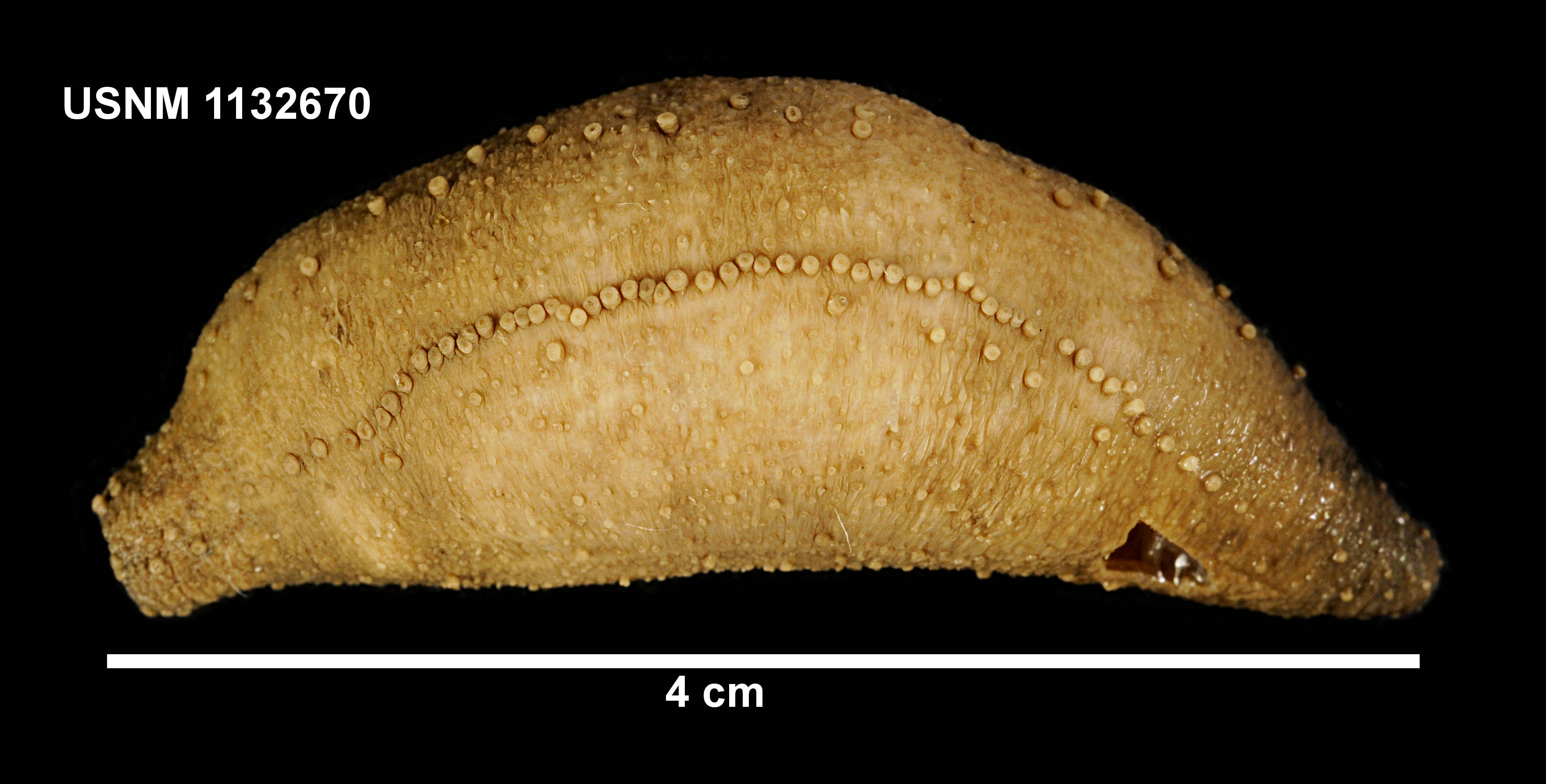
Cucamba psolidiformis
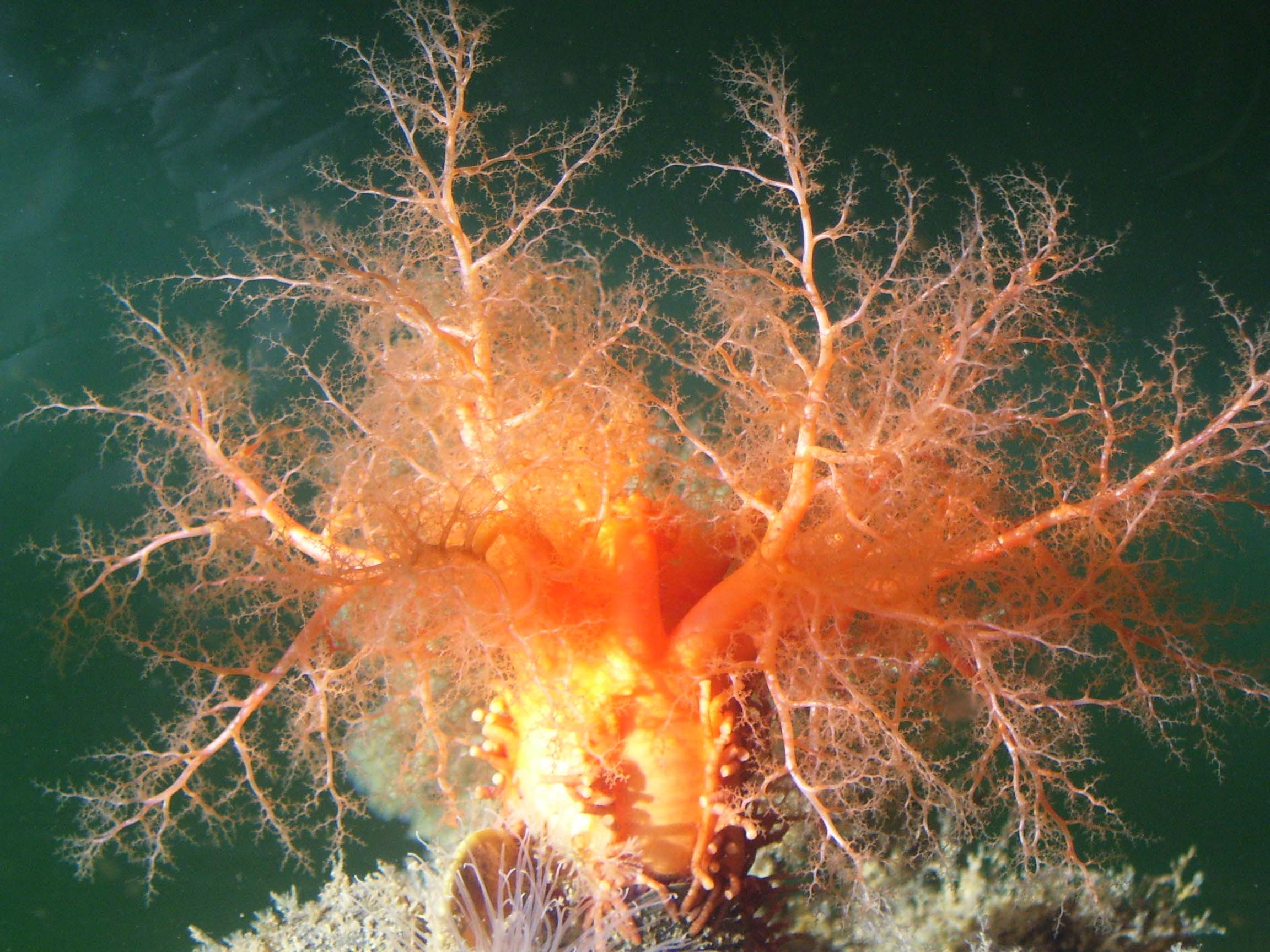
Cucumaria miniata
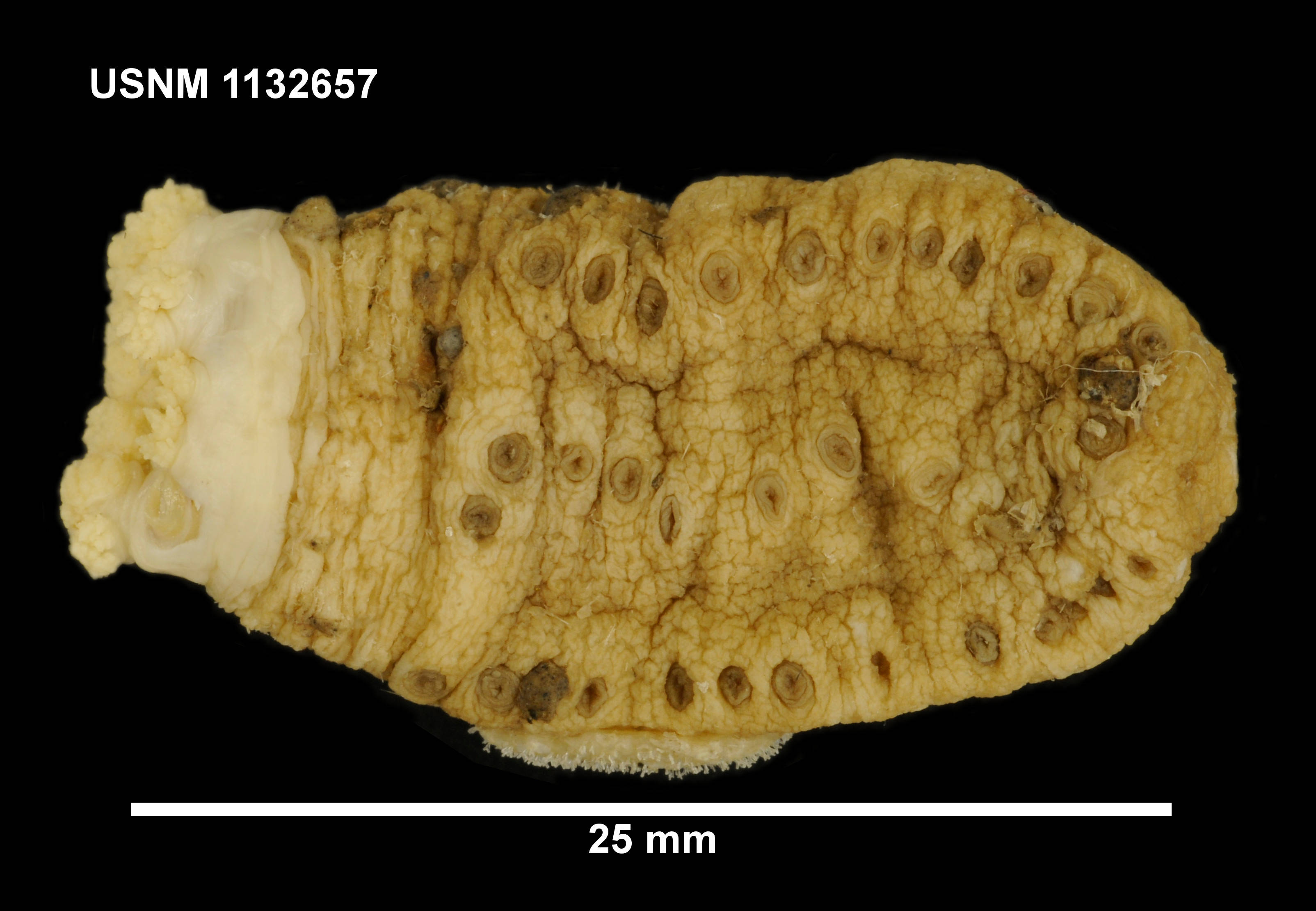
Echinopsolus charcoti
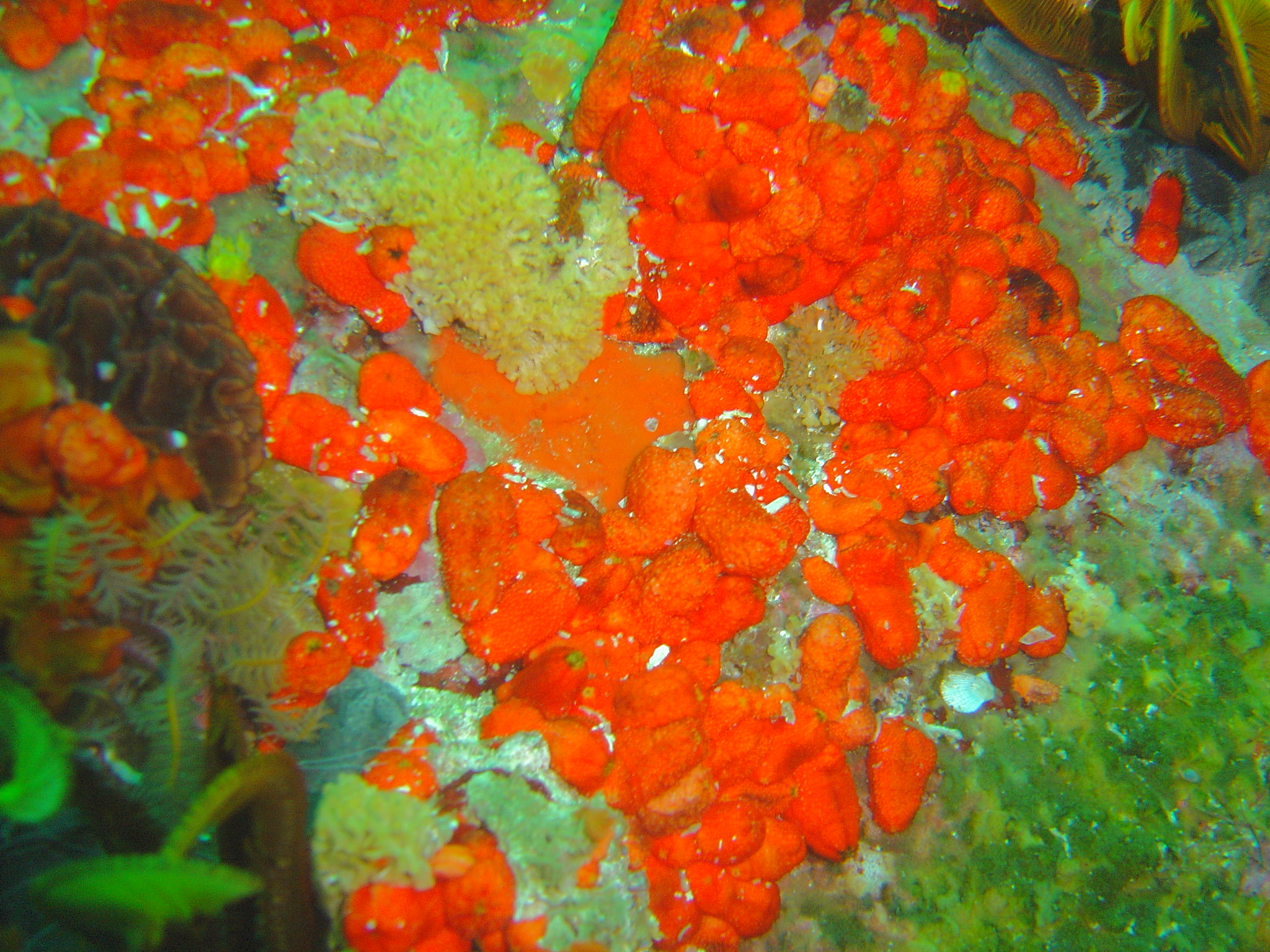
Hemiocnus insolens
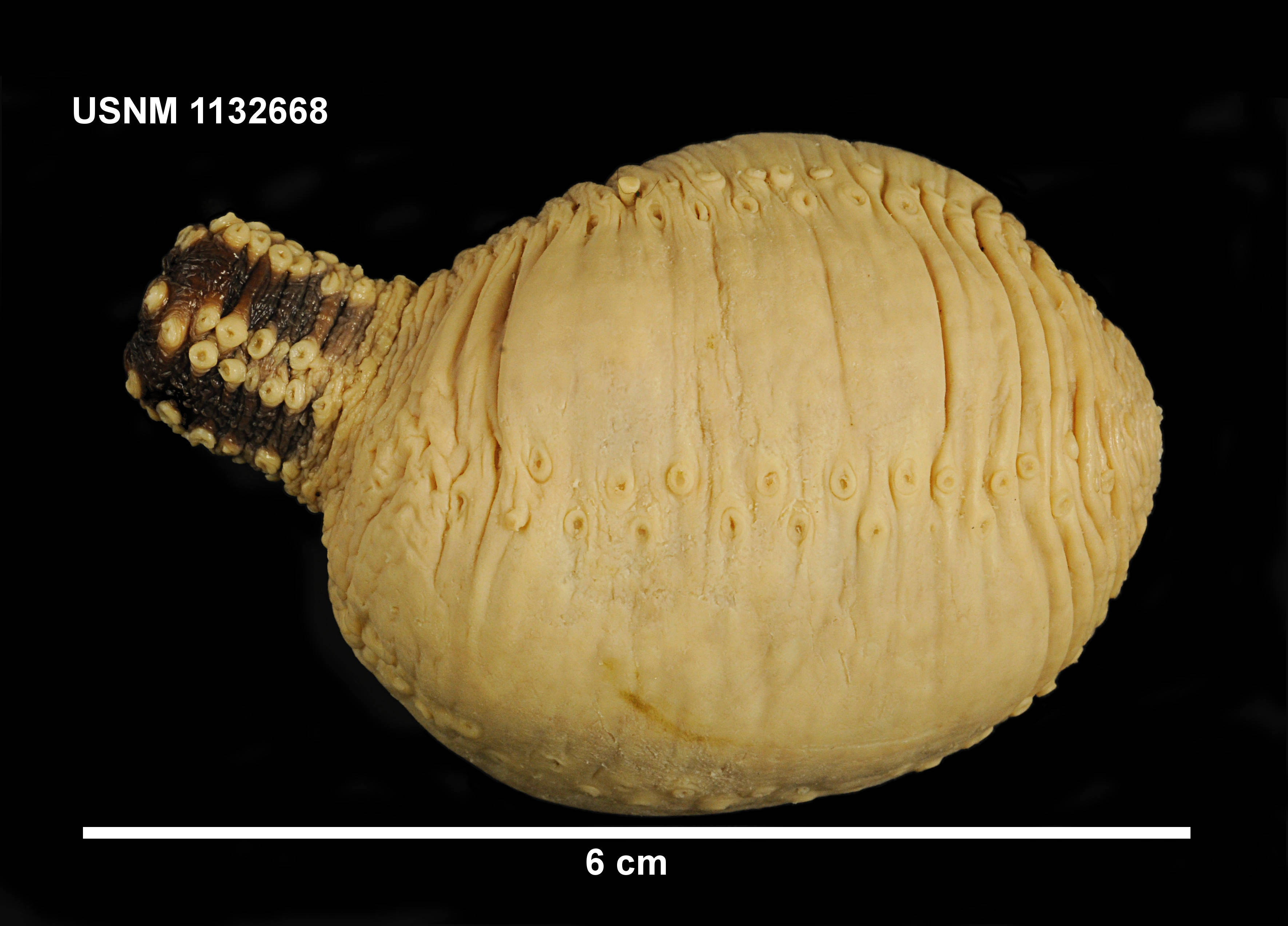
Heterocucumis steineni
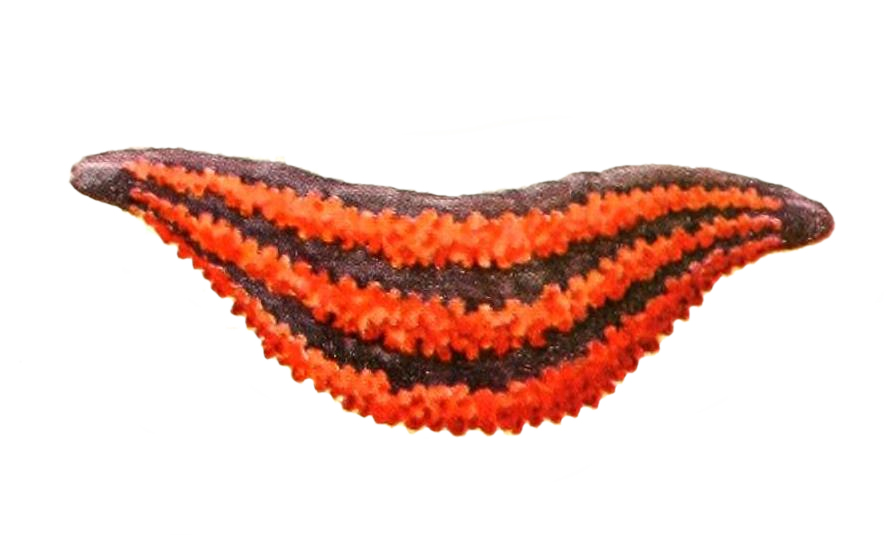
Mensamaria intercedens
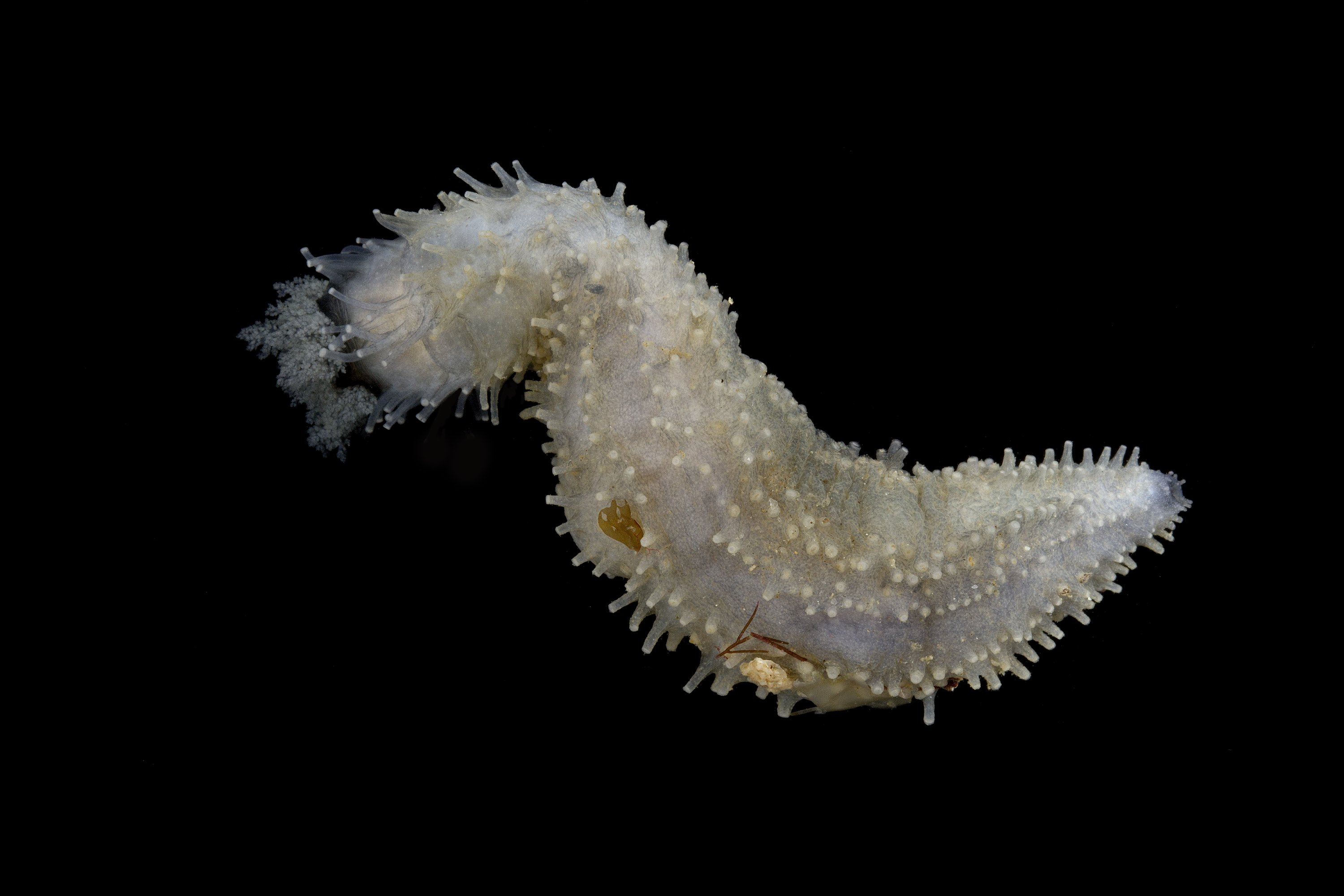
Neoamphicyclus materiae
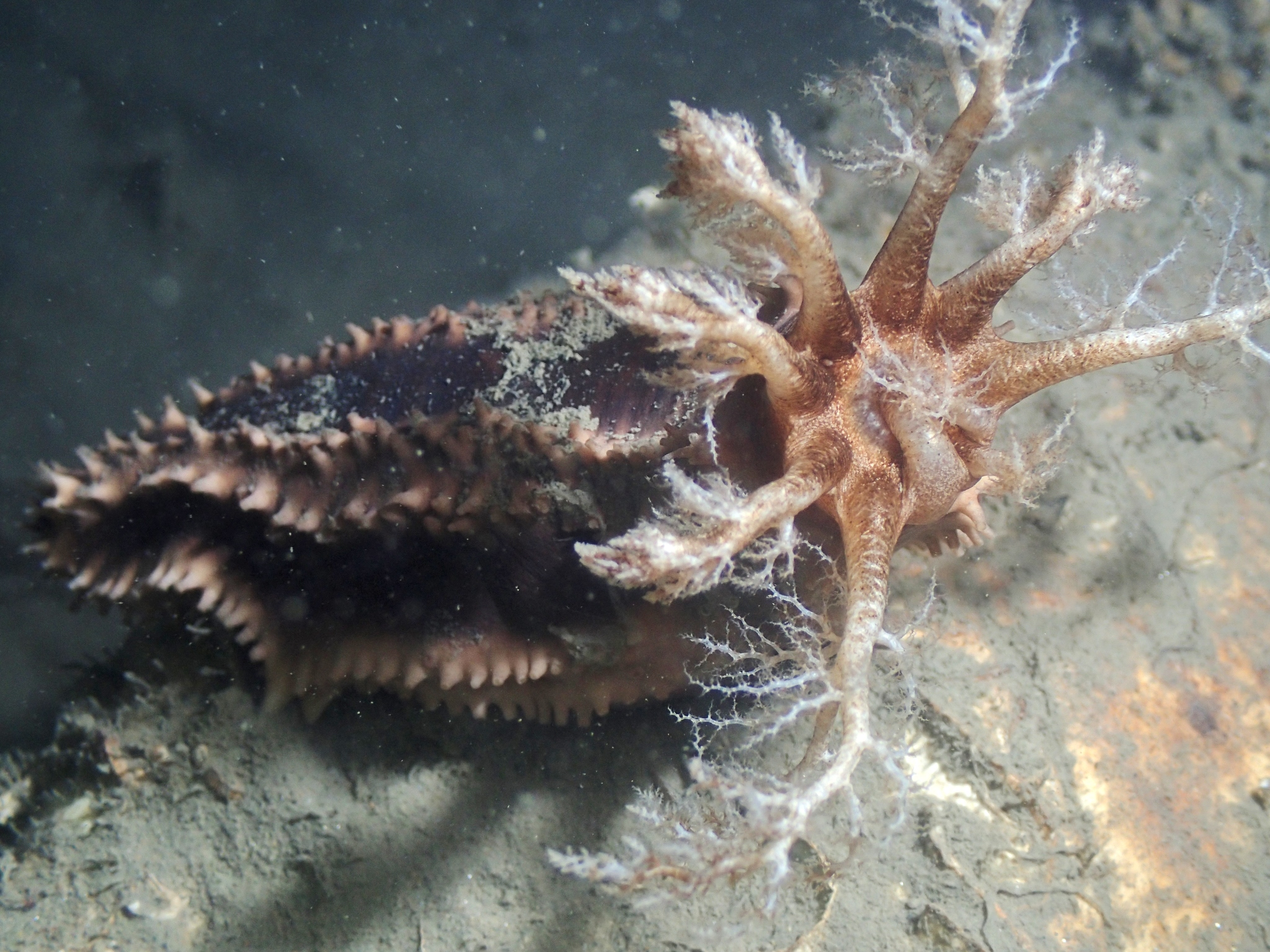
Ocnus planci
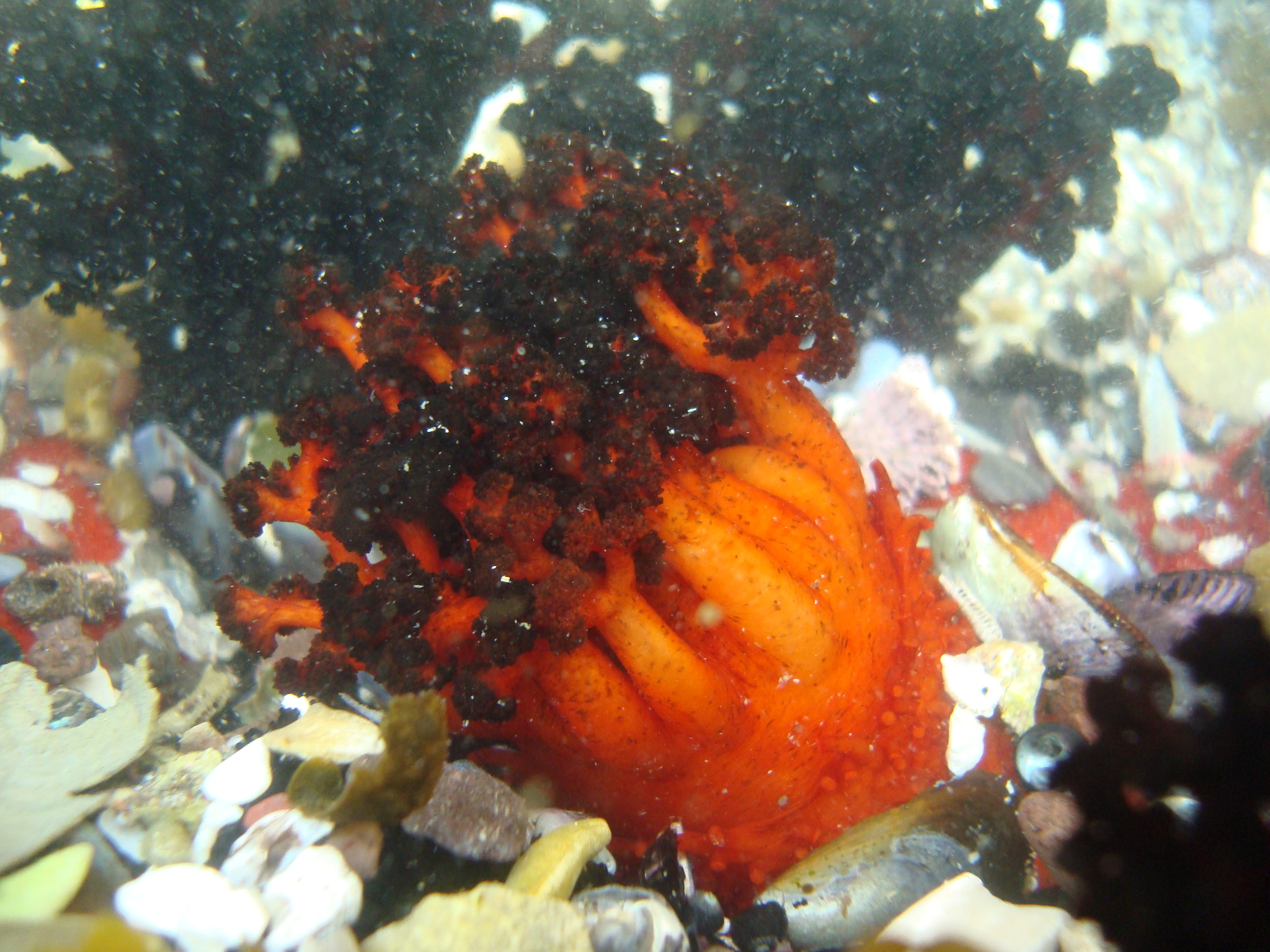
Pattalus mollis
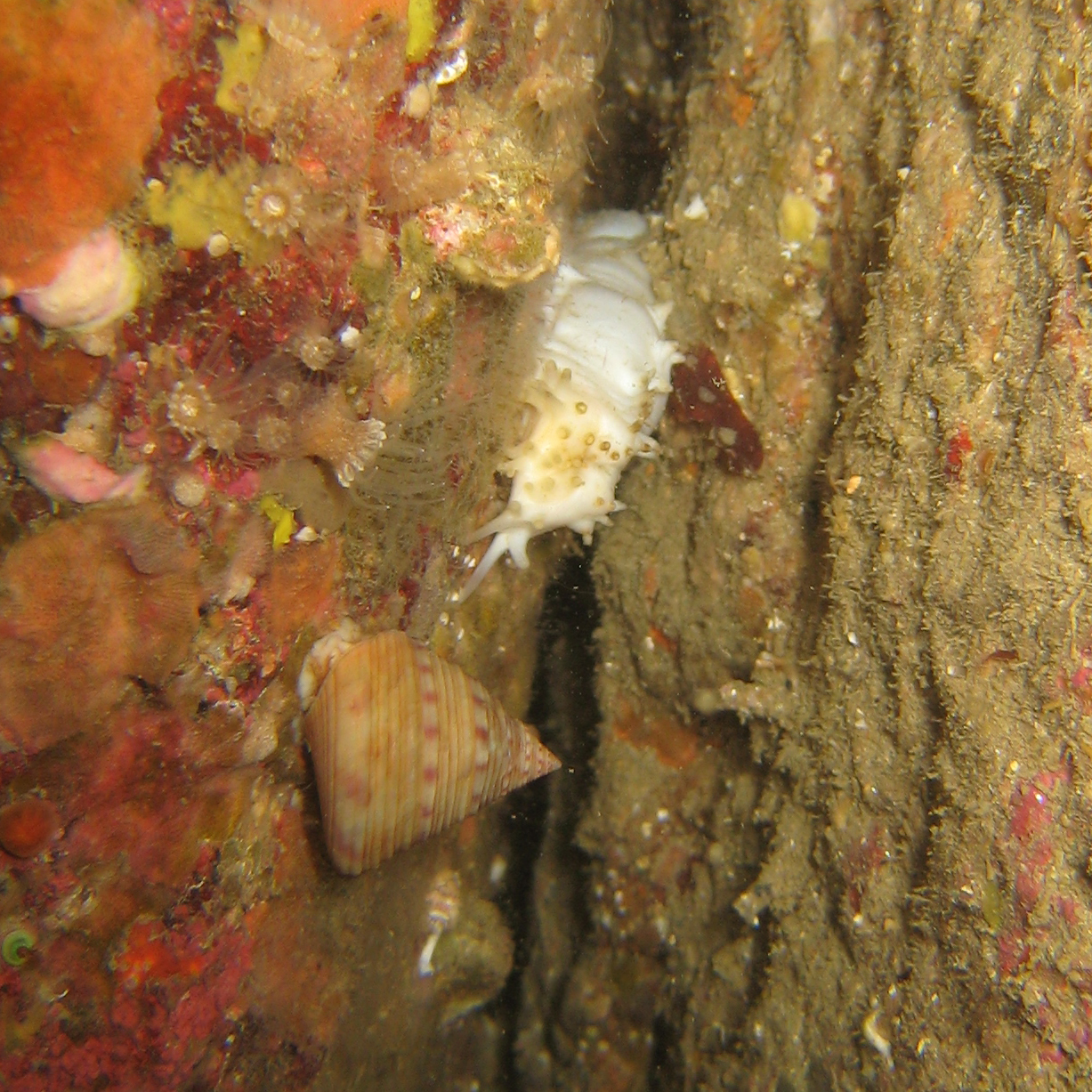
Pawsonia saxicola
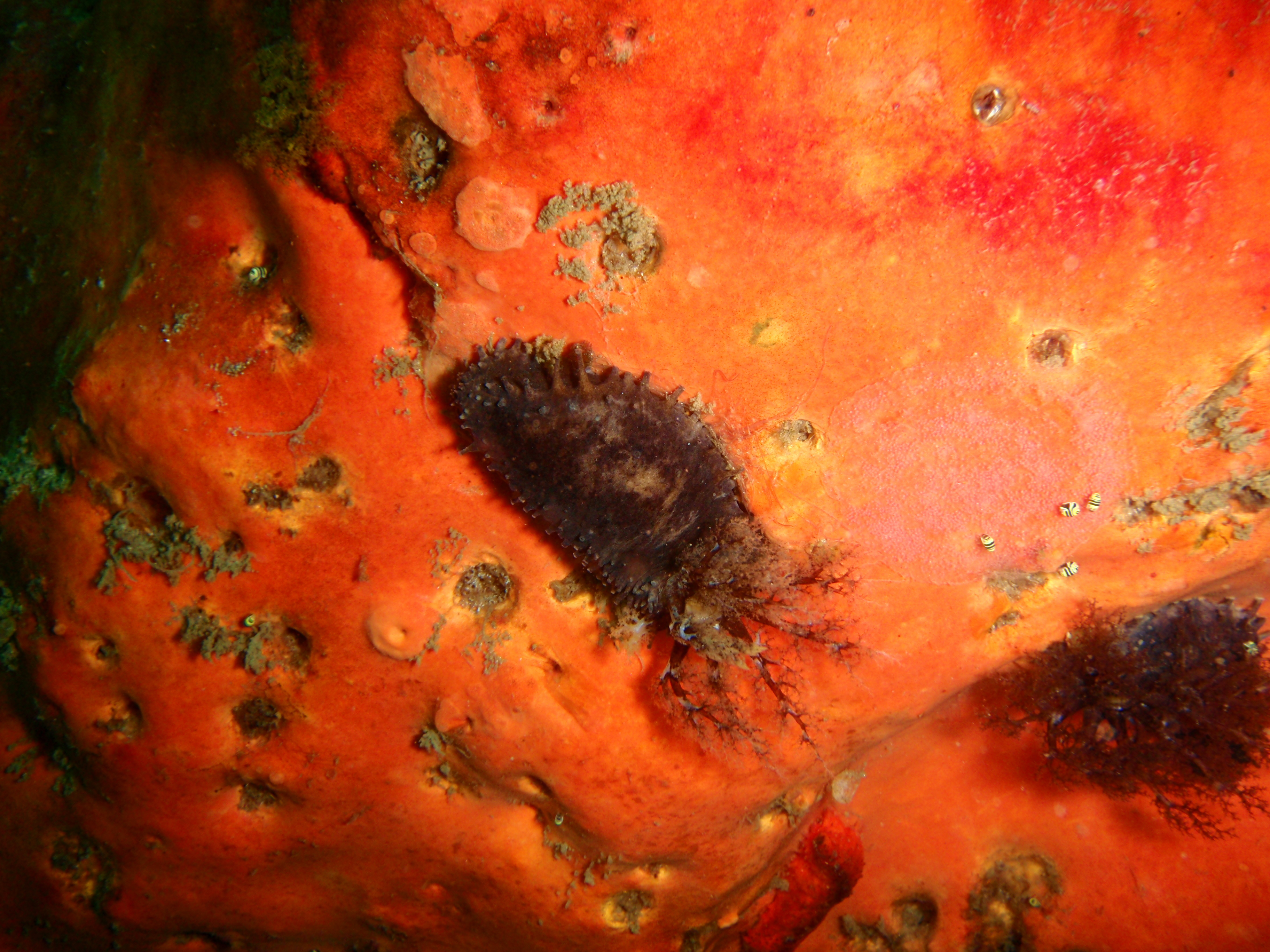
Pentacta doliolum
Plesiocolochirus ignavus
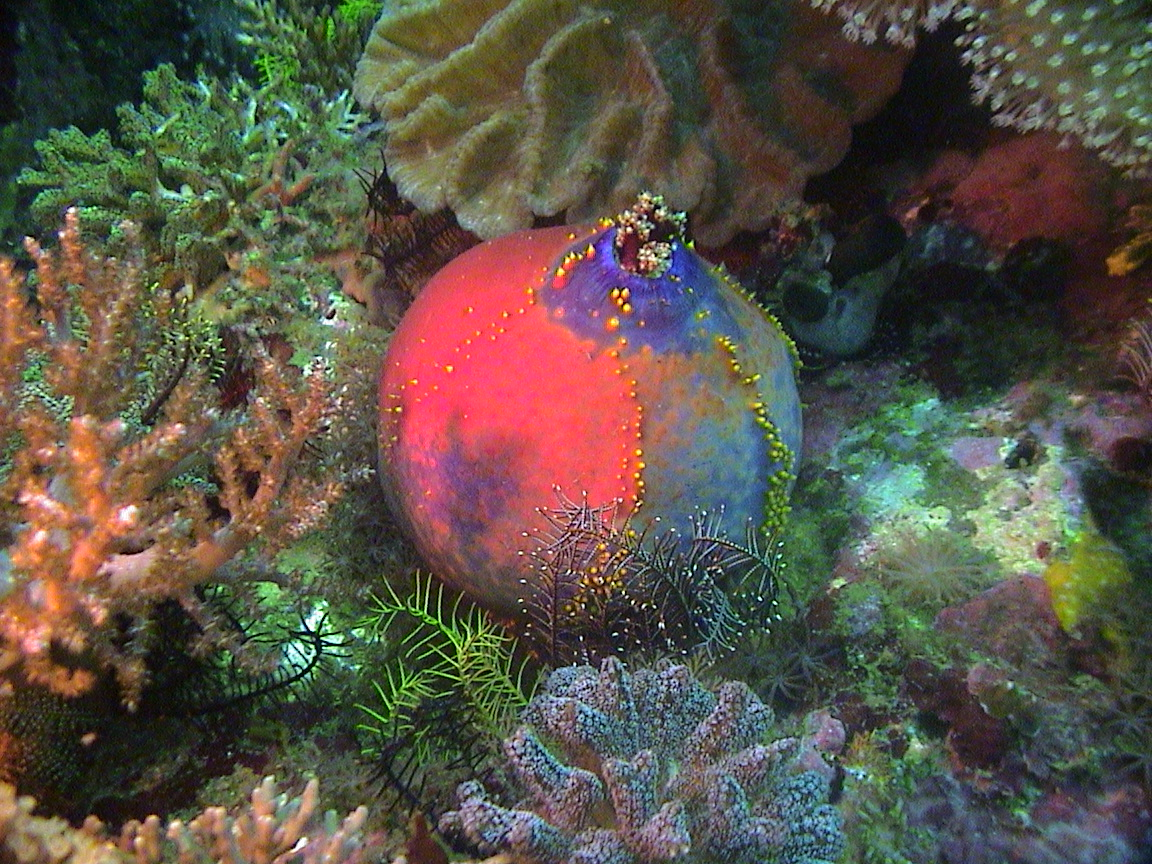
Pseudocolochirus violaceus
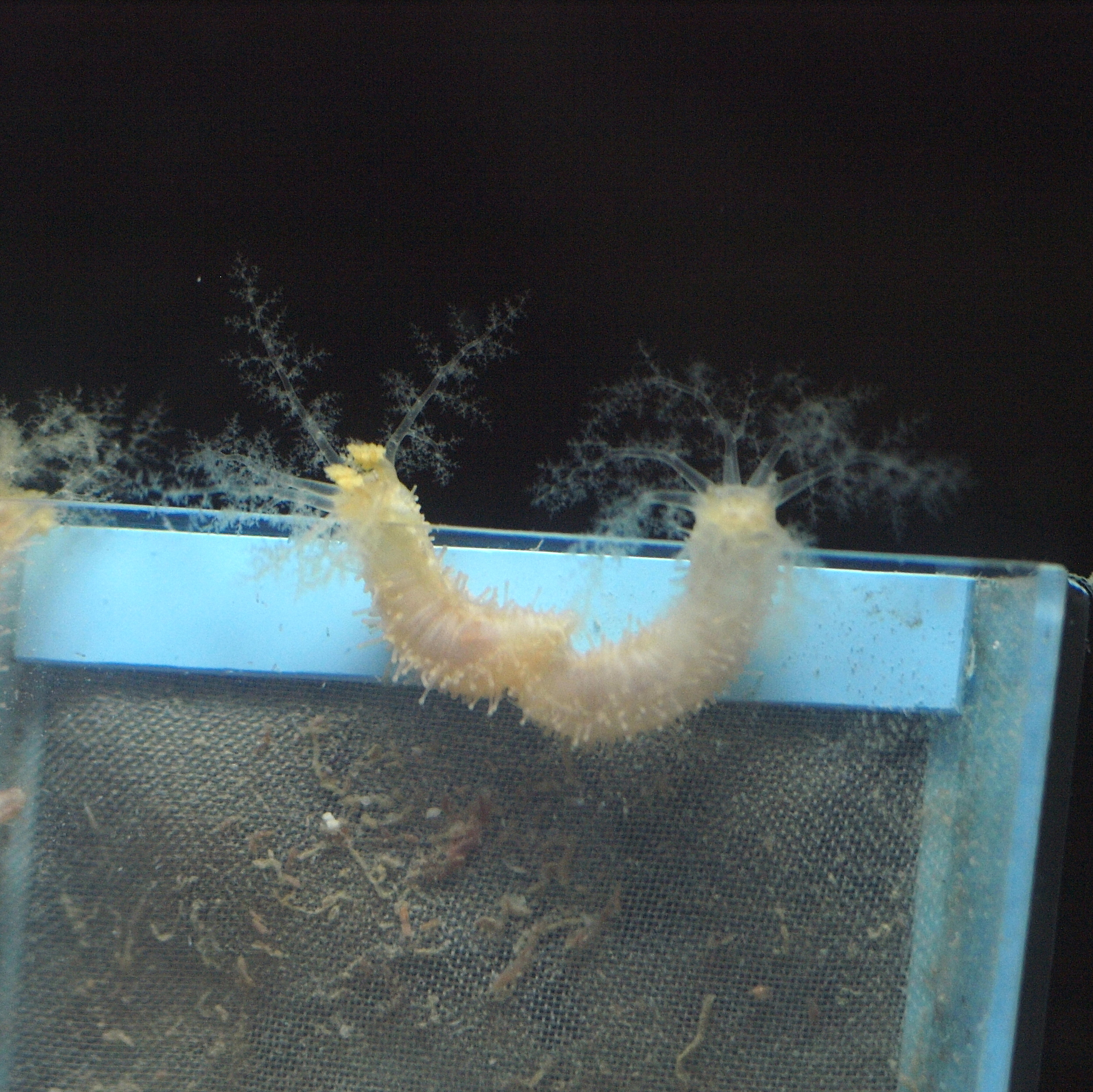
Pseudocnus echinatus
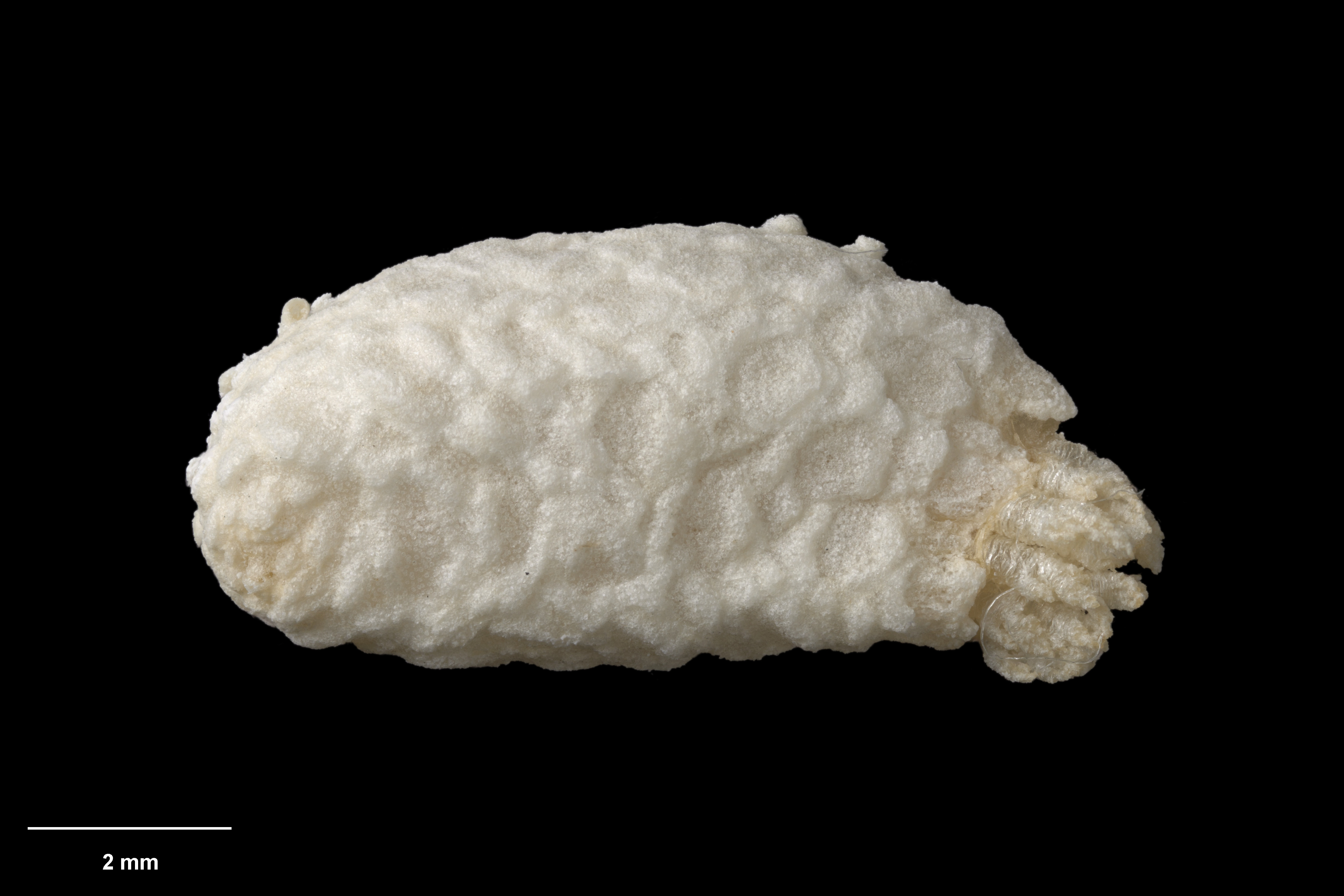
Psolidocnus sacculus
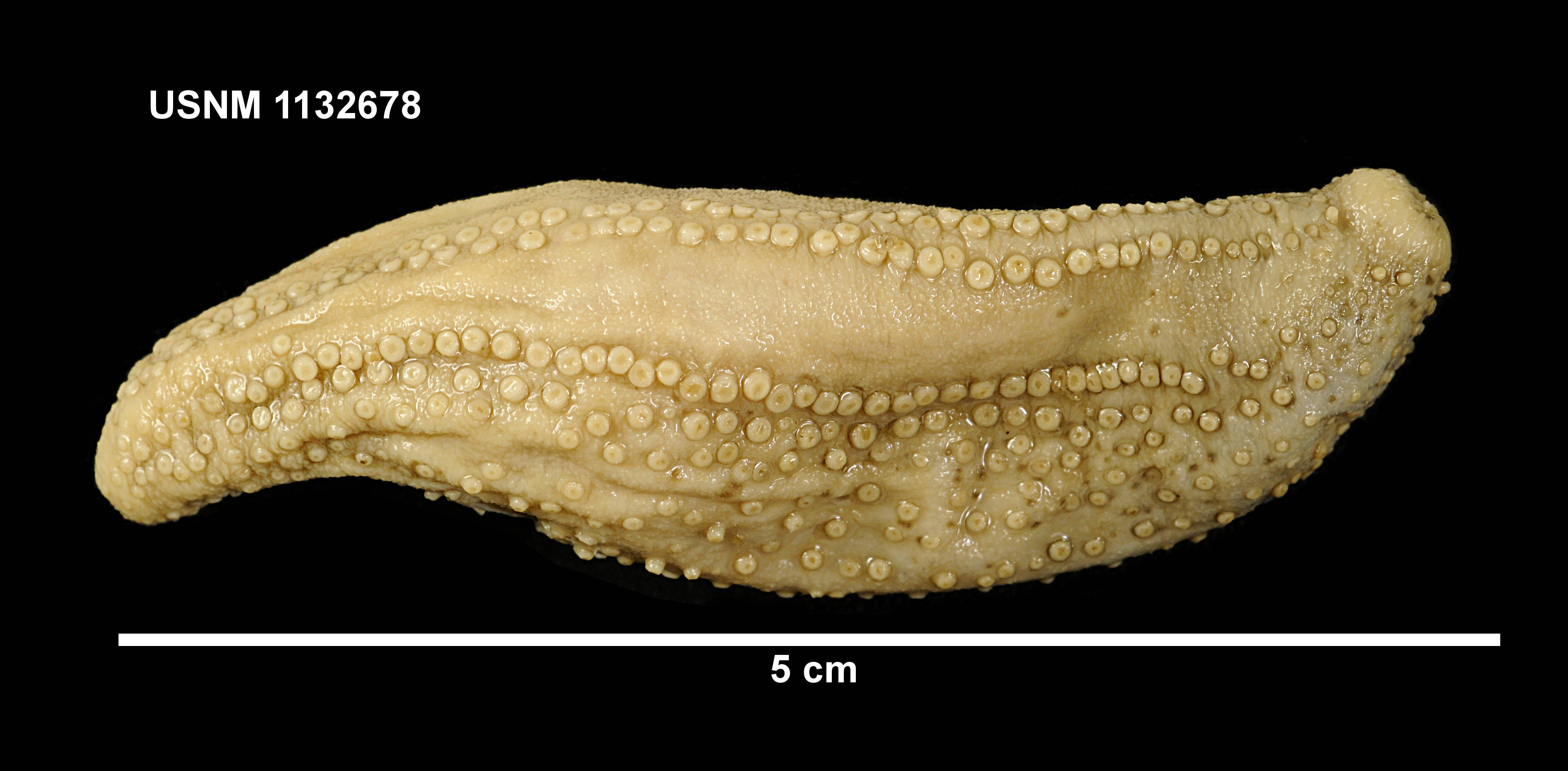
Psolicrux coatsi
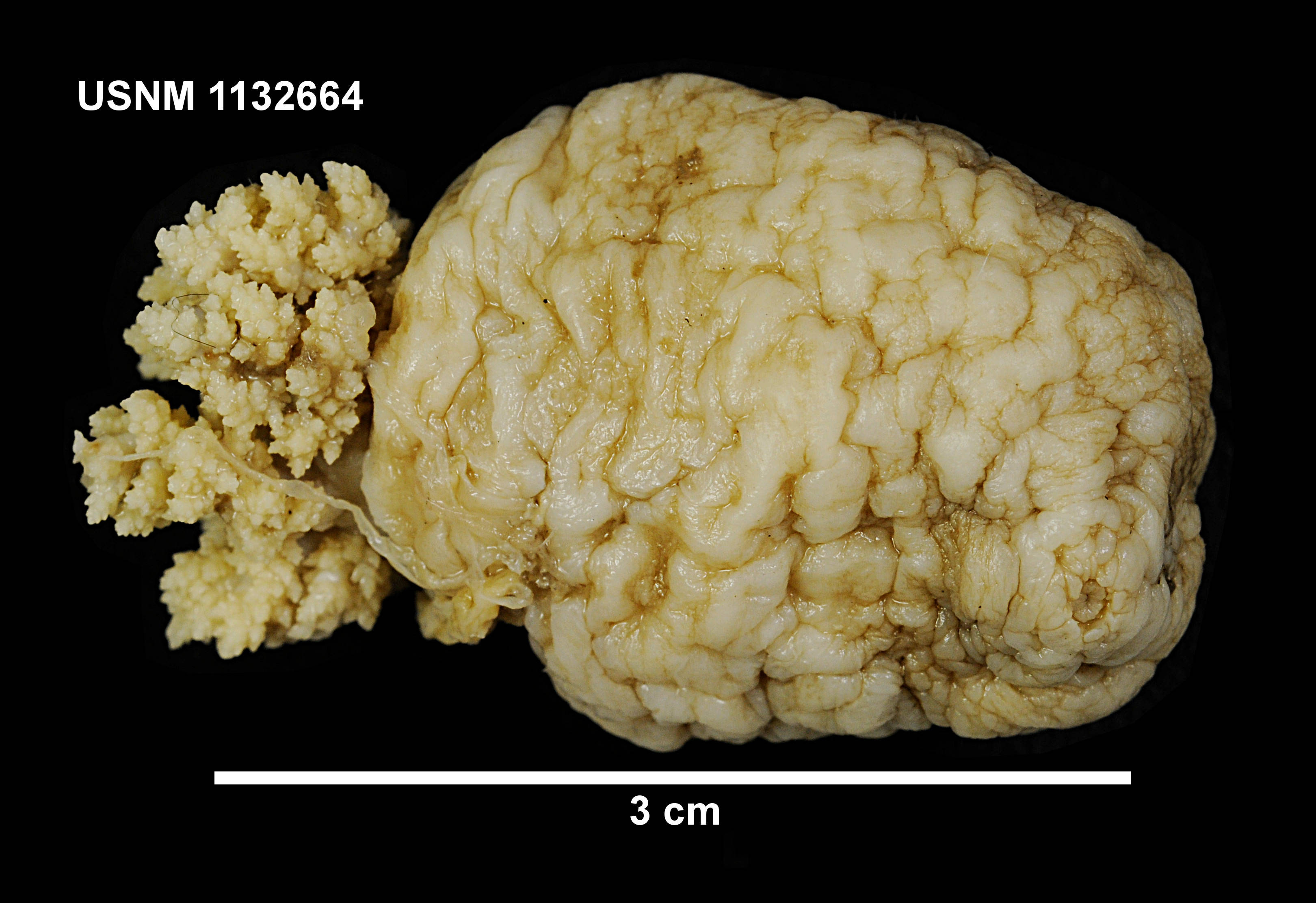
Psolidiella mollis
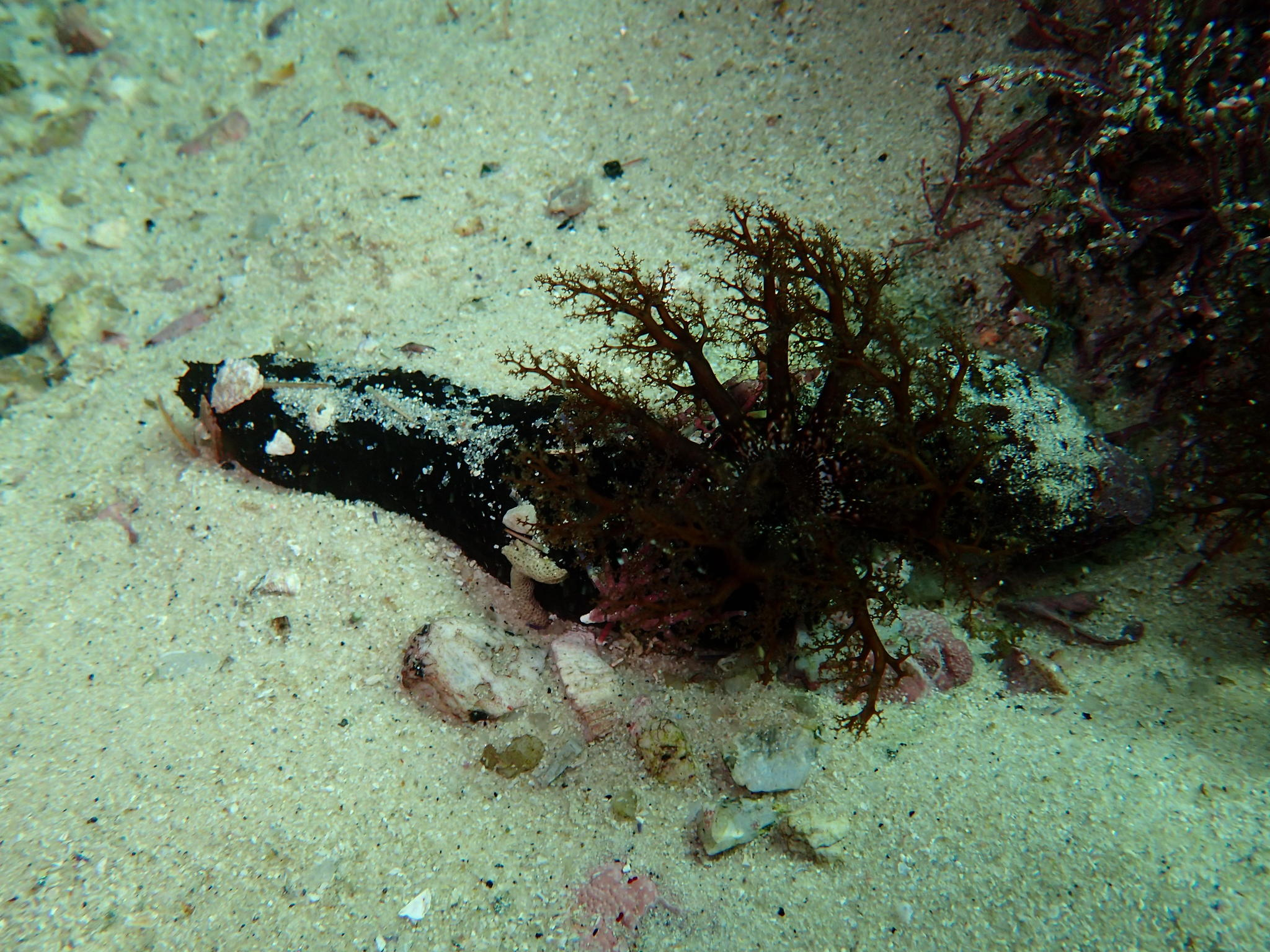
Roweia stephensoni
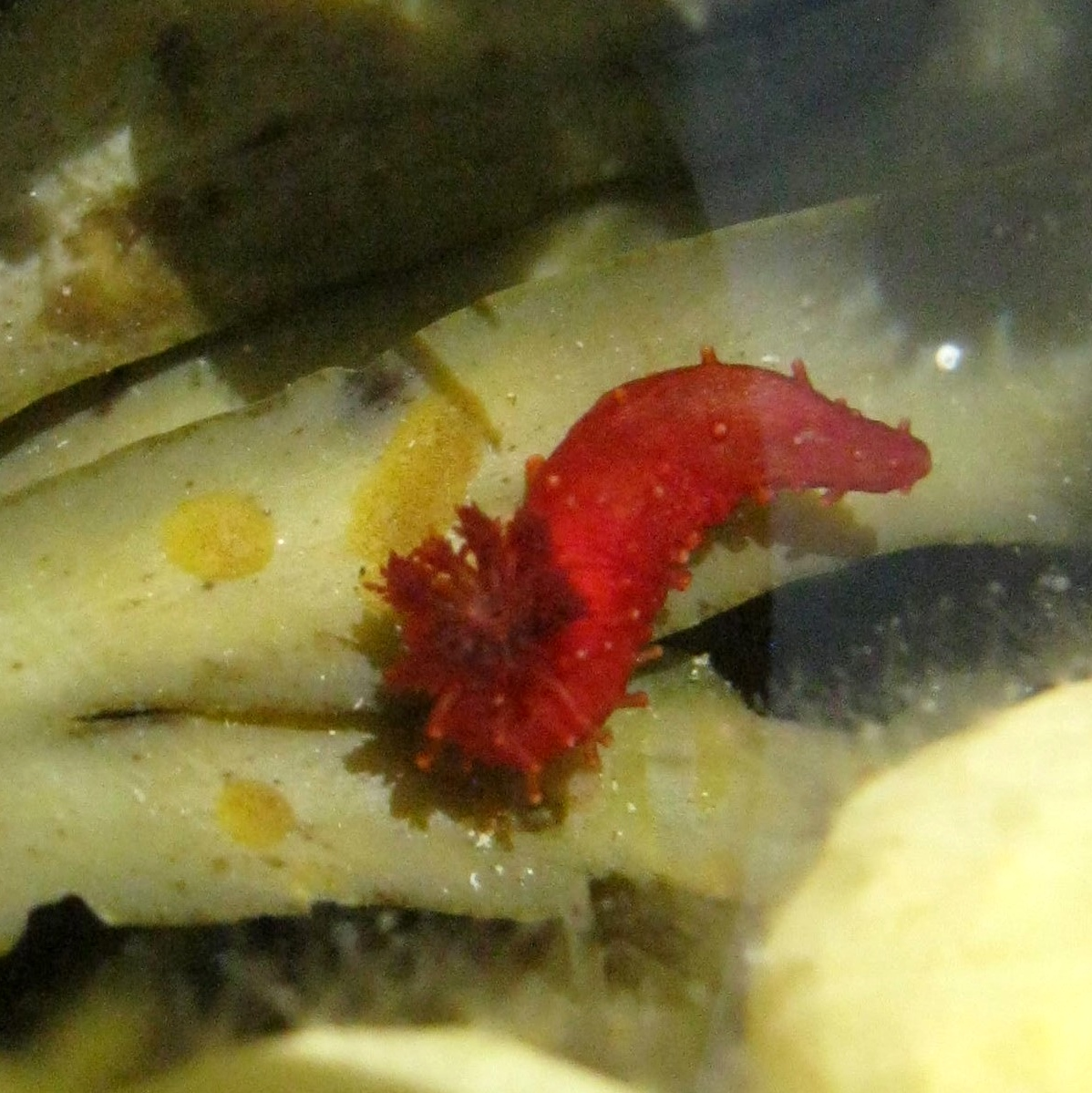
Squamocnus brevidentis
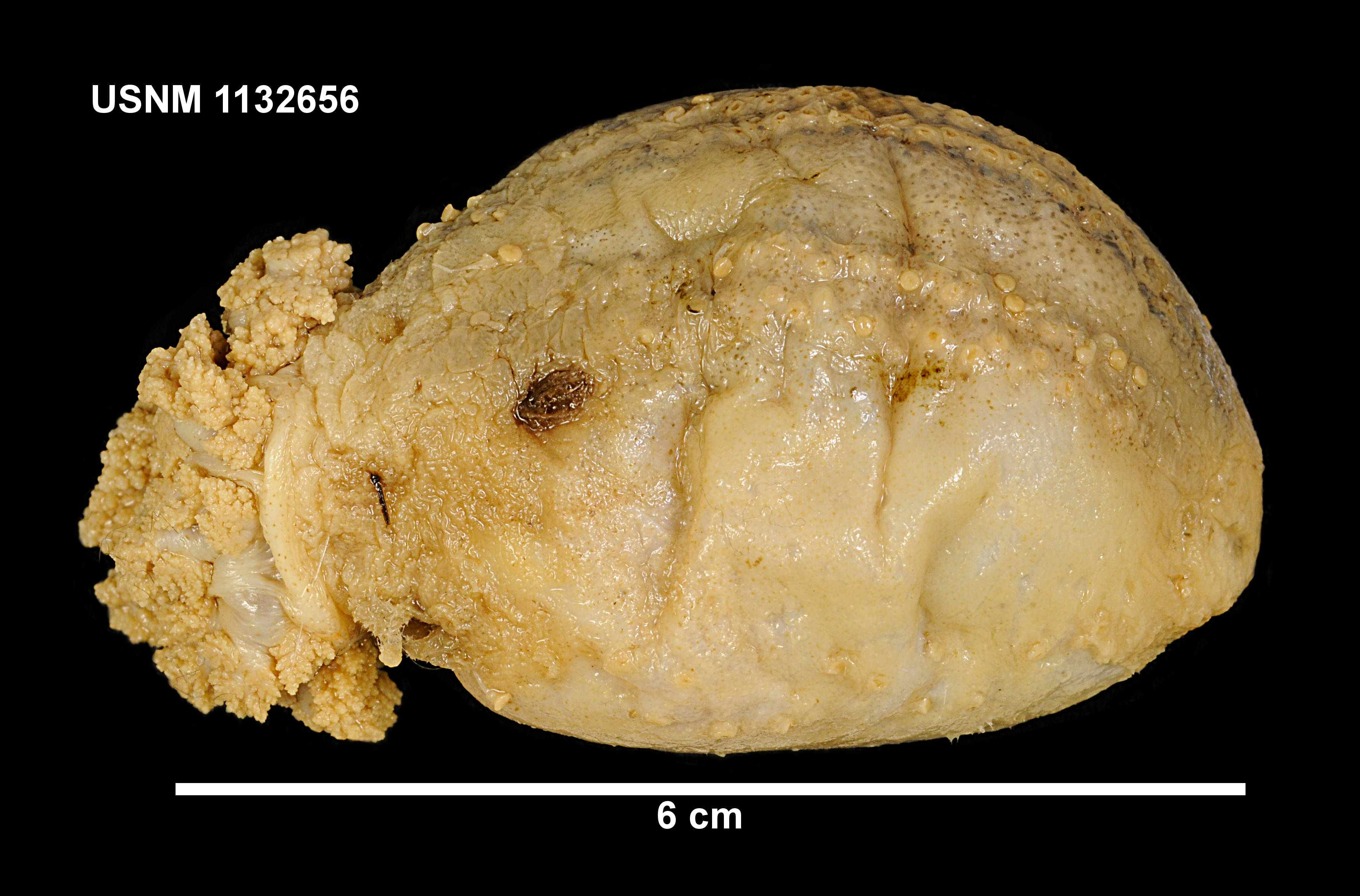
Staurocucumis liouvillei
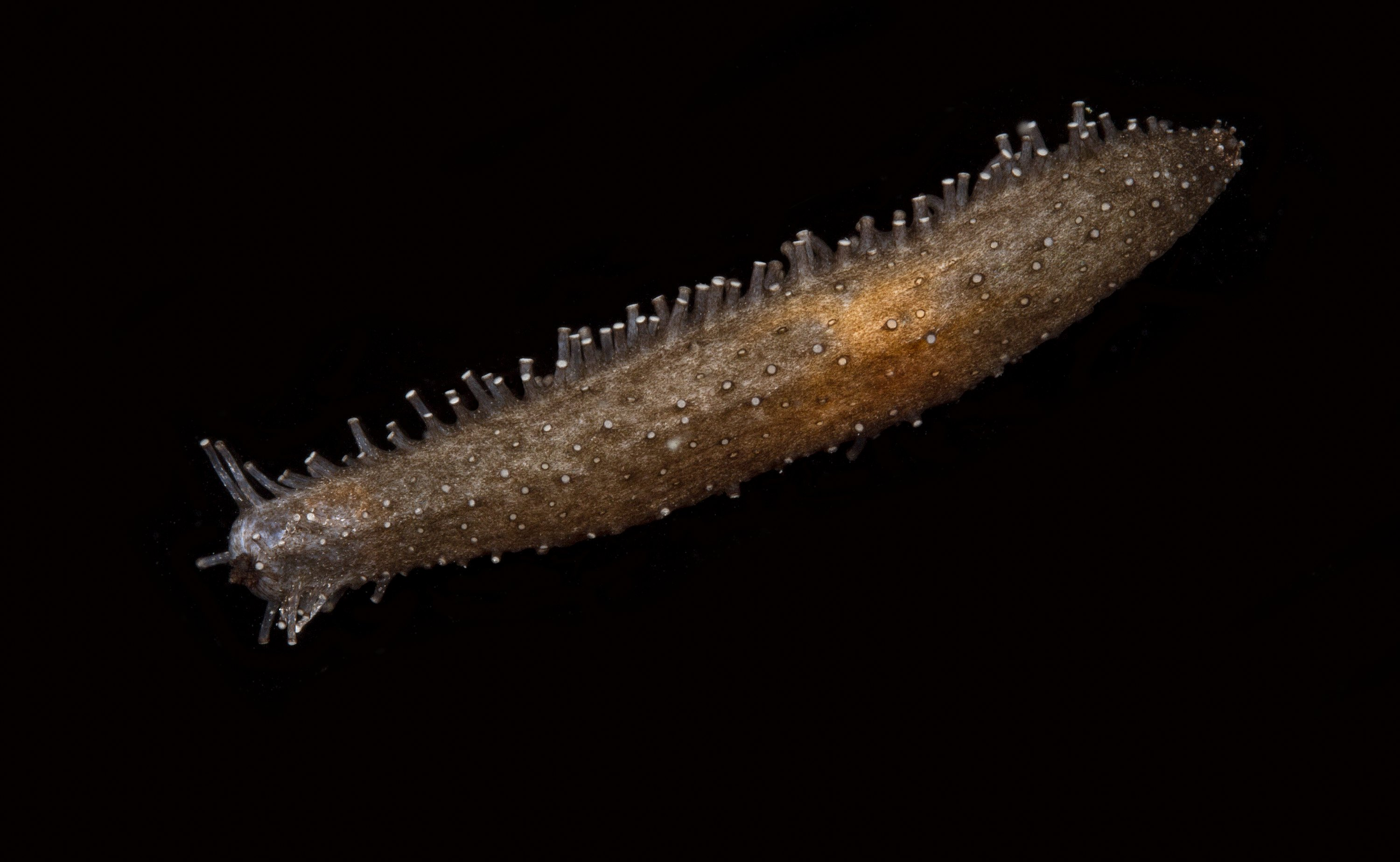
Staurothyone inconspicua
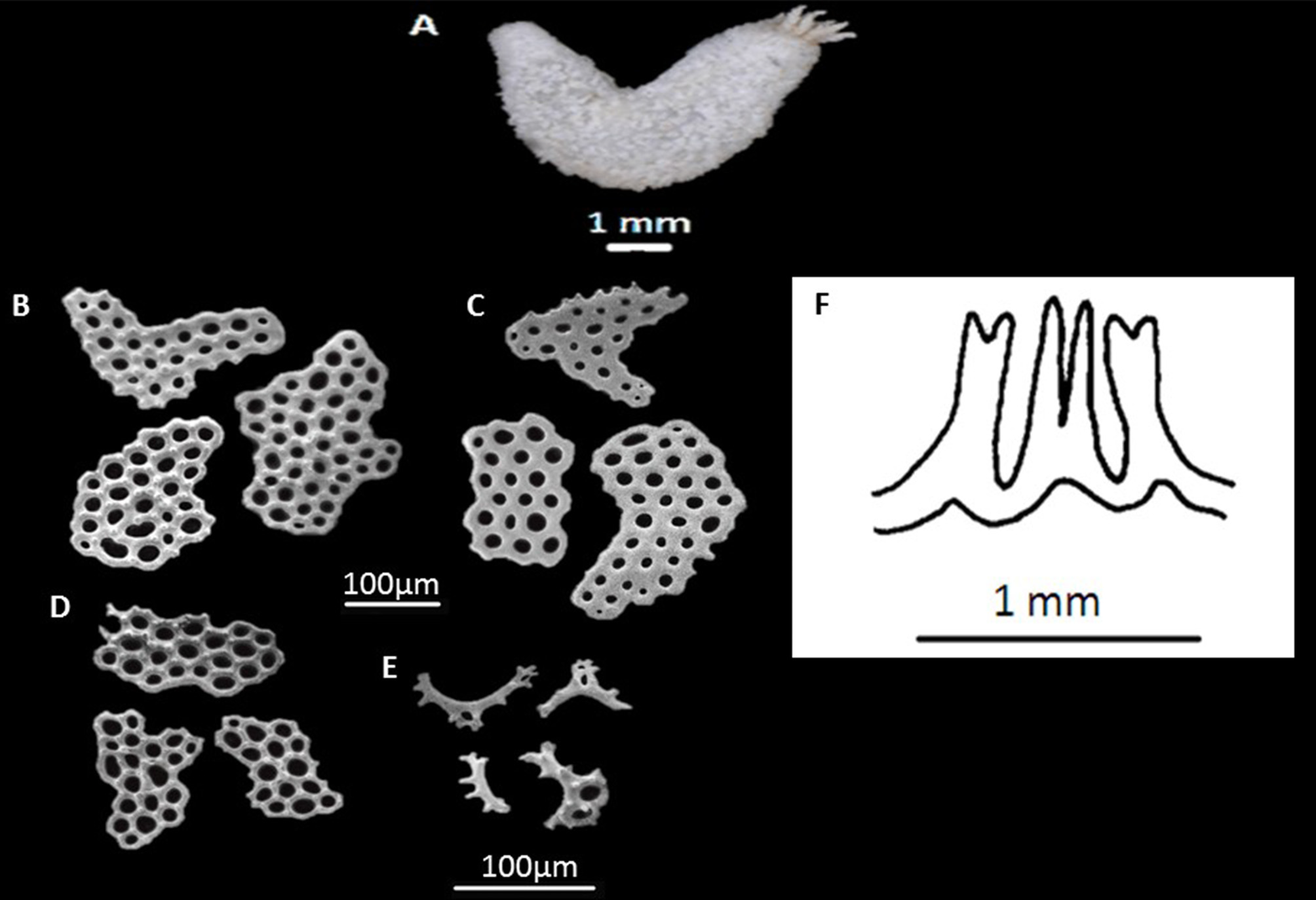
Stereoderma mohammedi
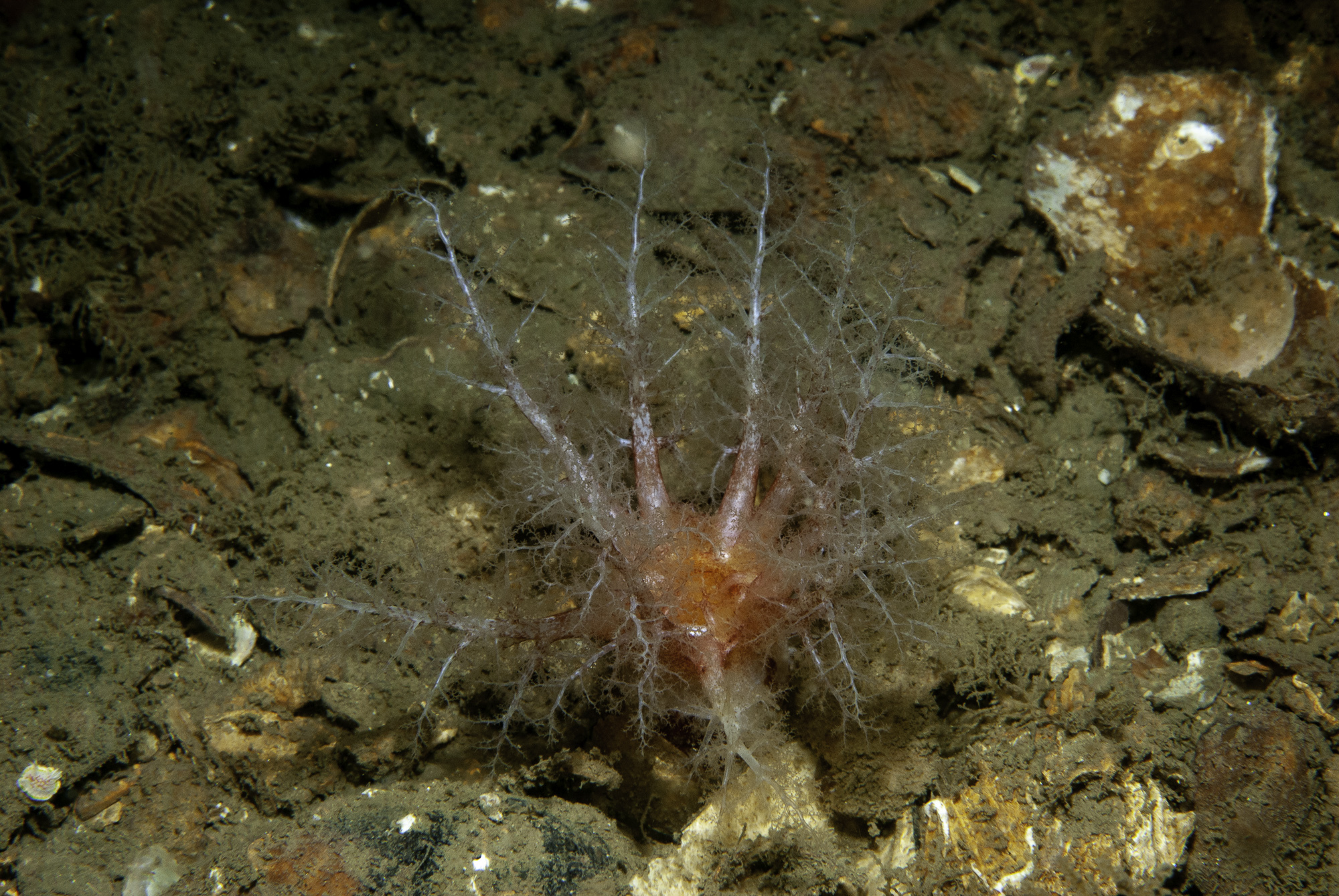
Thyonidium drummondii
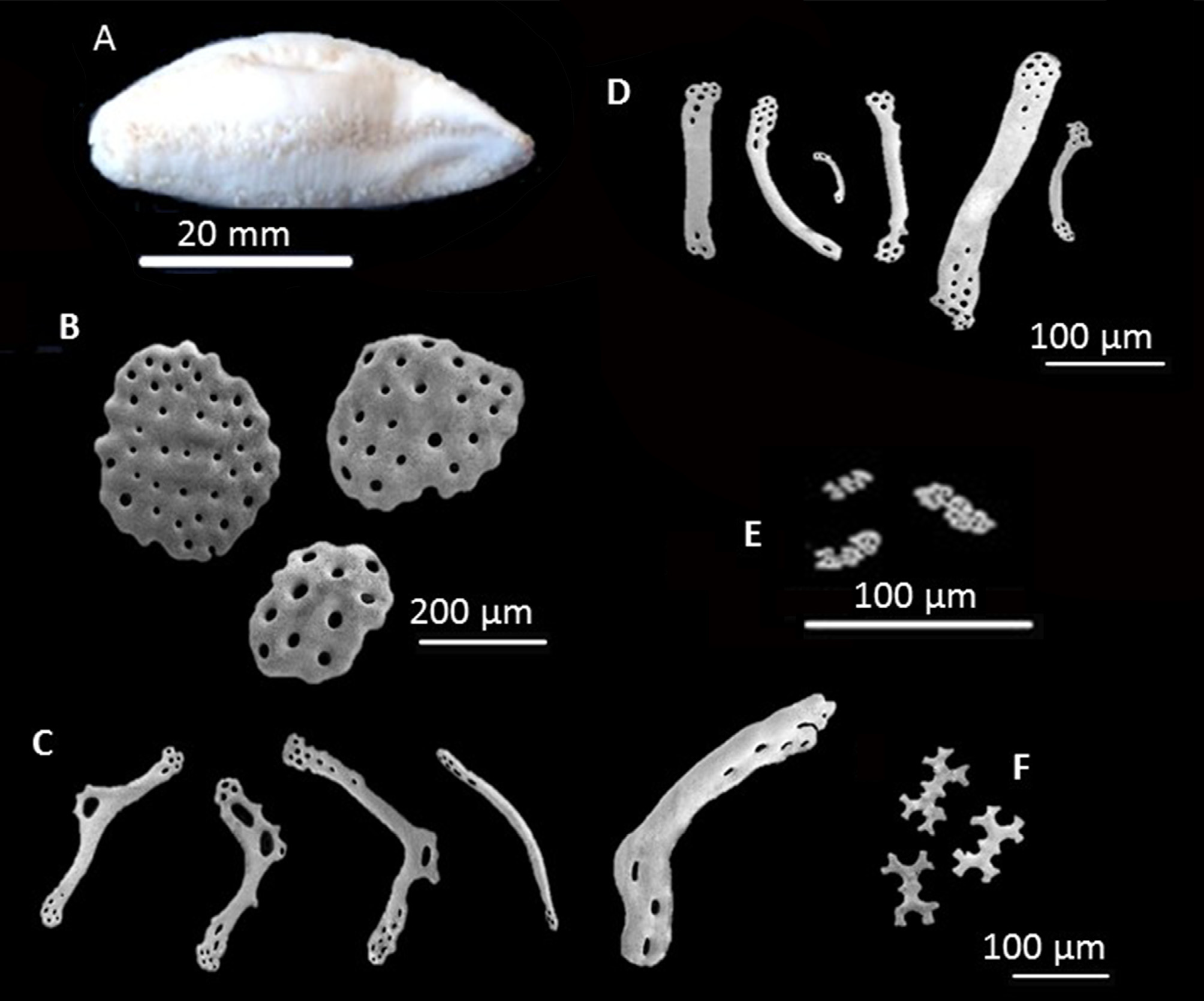
Trachasina crucifera
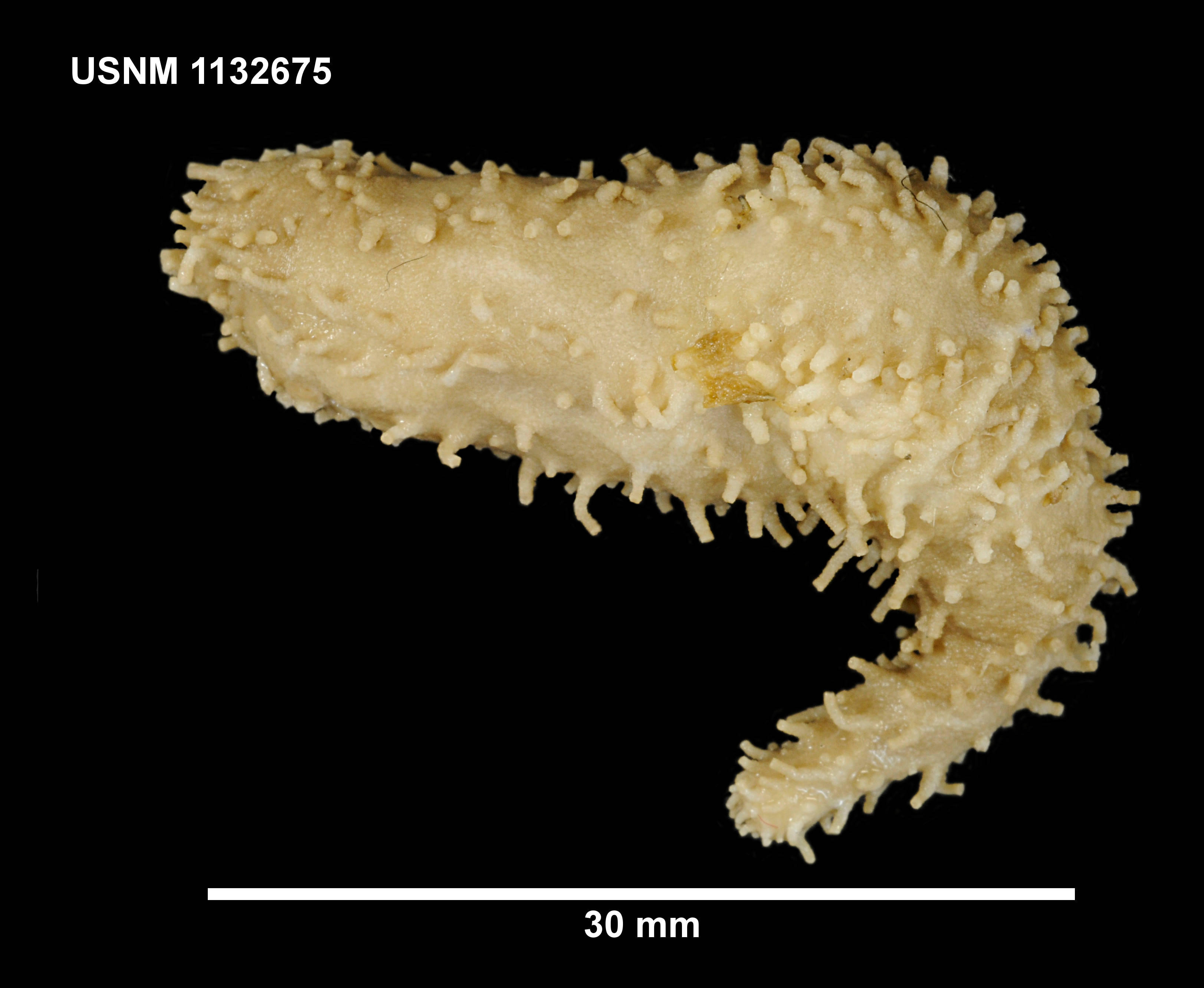
Trachythyone bouvetensis